# Cervin
Ne pas confondre avec la commune italienne : Cervino.
Ne pas confondre avec le patronyme : Cervi.
Le Cervin (en allemand : Matterhorn, en italien : Cervino) est, par son altitude de 4 478 mètres, le douzième sommet des Alpes. Il est situé sur la frontière italo-suisse, entre le canton du Valais et la Vallée d'Aoste. Il donne sur le village suisse de Zermatt au nord-est et le village italien de Breuil-Cervinia au sud. Il relie la vallée de Zermatt et le Valtournenche, en Vallée d'Aoste, par le col de Saint-Théodule, à l’est.
Le Cervin est la montagne la plus connue de Suisse, notamment pour l'aspect pyramidal qu'elle offre depuis la ville de Zermatt, dans la partie alémanique du canton du Valais. Son image est régulièrement utilisée pour les logos de marques telles que Ricola ou anciennement Toblerone.
L'ascension par l'arête du Hörnli, le 14 juillet 1865, est considérée comme le dernier des grands exploits de l'alpinisme dans les Alpes. Mais cette ascension réalisée sous la conduite d'Edward Whymper se solde, au début de la descente, par la mort de quatre des sept membres de la cordée victorieuse. Aujourd'hui encore, le Cervin, bien que n'étant pas le plus difficile des sommets à conquérir, est la montagne suisse où le plus grand nombre de décès d'alpinistes est constaté.
Sa face nord est l'une des trois grandes faces nord des Alpes avec celles de l'Eiger et des Grandes Jorasses.

## Toponymie
Cervin vient de « mont Servin » qui, jusqu'en 1855, désignait le col de Saint-Théodule (Mons Silvanus, en latin, langue dans laquelle le terme mons indiquait les cols, et n'acquit la signification de « sommet » que par la suite), d'une grande forêt traversée par le chemin du col du côté du Valtournenche. Le changement du « s » au « c » fut causé par une faute commise par Horace-Bénédict de Saussure, l'un des premiers cartographes du royaume de Sardaigne. Ce toponyme fut inventé pendant « l'optimum climatique » de l'époque romaine, lorsque les cols alpins étaient ouverts la majeure partie de l'année, ce qui rendit possible la conquête romaine de la vallée d'Aoste, la fondation d'Augusta Prætoria Salassorum (aujourd'hui, Aoste), et consacra l'importance de cette région au cours des siècles, grâce aux cols du Grand-Saint-Bernard (en latin, Summus Pœninus, Alpes pennines) et Petit-Saint-Bernard (en latin, Alpis Graia, Alpes grées).
En arpitan, plus spécifiquement en valdôtain valtournain, le mont est appelé la Grand Bèca, c'est-à-dire le « Grand pic ».
Le toponyme en allemand, Matterhorn, dérive de Matt (« pré » en suisse allemand et en langue walser - cf. le titsch de Gressoney-Saint-Jean Wisso Matto, en allemand Weissmatten, en français « Prés blancs ») ; et de Horn, c'est-à-dire « corne », le nom de la plupart des sommets des Alpes valaisannes et des Alpes valdôtaines limitrophes, situés notamment entre la vallée du Lys et le val d'Ayas (traduits en français par « Tête »). Par conséquent, la vallée de Zermatt, en allemand « Mattertal » est la « vallée des prés », et Zermatt est « le pré » (zer étant l'article contracté défini féminin avec préposition de lieu en langue walser).
Le premier terme Matter- pourrait provenir du substrat pré-indoeuropéen *MATRA,, que l'on retrouve dans de nombreux oronymes de la zone ligure du sud des Alpes (Côme, Varèse, Piémont, Ligurie, Valteline, val Bregaglia, comme le mont Máter (3 023 m à Madesimo), le mont Matrá (2 206 m Samolaco), Monte Materio (1 465 m Val Masino), Piz Mader (3 001 m, qui domine le val Maroz, dans le val Bregaglia) avec le sens de « pointe » (all. Spitze). Piz, Horn, Matterhorn et Piz Mader pourraient ainsi représenter un exemple d'agglutination de la traduction postérieure d'un oronyme pré-indoeuropéen dont on ne connaissait plus le sens, comme les nombreux Moncucco dans le Sud des Alpes et jusque dans le Sud de la France (Moncucq), qui signifie « Mont-Mont ». L'origine pré-indoeuropéenne de Matterhorn est d'autant plus plausible que le voisin mont Rose provient du même substrat paléolinguistique : le terme *rosa signifiant « glacier », « neige pérenne », c'est-à-dire un mont qui reste blanc pendant toute l'année.
Il est surnommé « Horu » en haut-valaisan ou « Hore » en dialecte zermattois (forme locale de Horn). Dans le titsch de Gressoney-La-Trinité et de Gressoney-Saint-Jean, il est appelé Matterhòre.

## Géographie

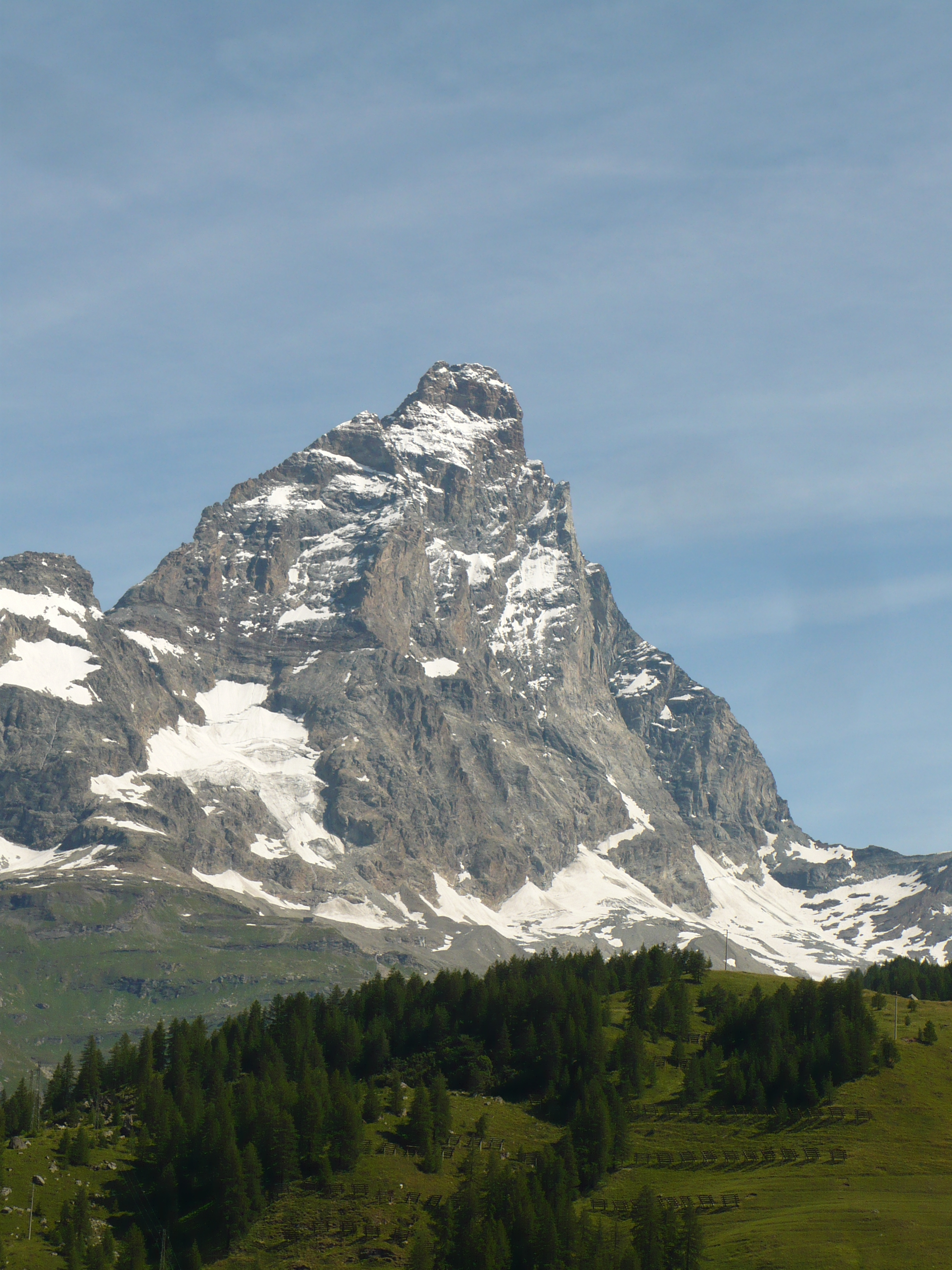
La paroi méridionale et l'« arête du lion » (sud-ouest), vues du Breuil (haut Valtournenche).

### Situation
Le Cervin a deux sommets distincts aux extrémités d’une ligne de crête rocheuse de 100 m qui marque la frontière et la ligne de partage des eaux entre la Suisse et l’Italie.
Le mont Cervin est accessible soit par le Valtournenche, en Italie, soit par la vallée de Zermatt, en Suisse.
Si le Cervin est le point culminant du Valtournenche au sud, il est dépassé au nord par quatre sommets qui l’entourent : le Weisshorn (4 506 m), le Dom des Mischabel (4 545 m), le mont Rose (4 634 m) et le Liskamm (4 527 m).

### Topographie

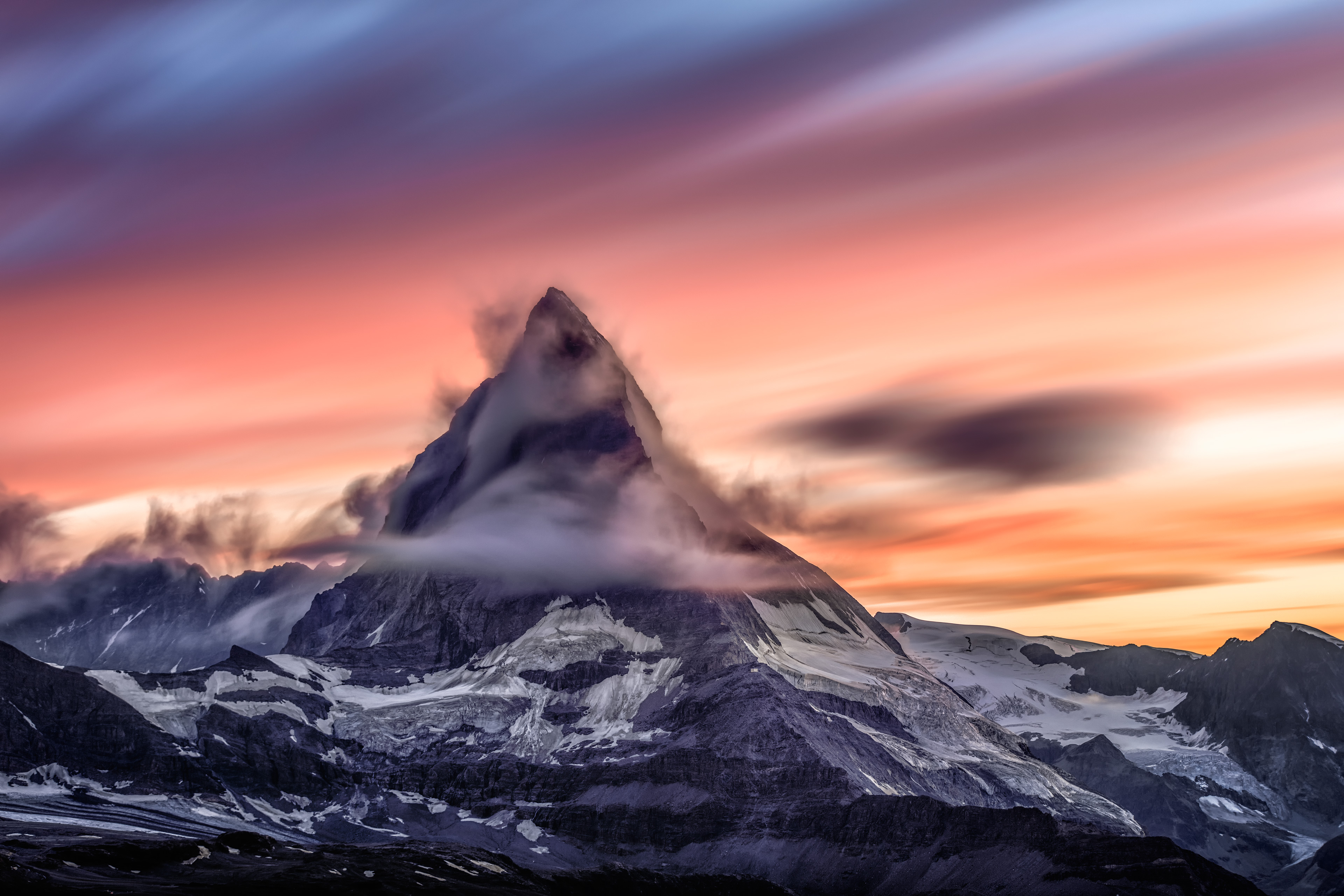
Le Cervin (paroi nord) au coucher du soleil.

Le Cervin est un pic pyramidal, à la forme reconnaissable entre toutes, et pour cette raison régulièrement utilisée à des fins publicitaires. Ses quatre faces se rejoignent à environ 400 mètres en dessous du sommet dans une pyramide sommitale, appelée « le toit ». Son sommet est une arête large d'environ deux mètres, sur laquelle se distinguent en réalité deux sommets : celui appelé « sommet suisse », le plus à l'est, qui culmine à 4 477,8 mètres d'altitude, et le « sommet italien », légèrement plus bas (4 476 mètres), sur la partie ouest de l'arête. Les deux sont séparés par une échancrure au creux de laquelle une croix a été posée en septembre 1901,.

### Géologie
Le Cervin est un relief emblématique de l'histoire de la géologie des Alpes. Il fut notamment étudié par Émile Argand, au début du XXe siècle, qui s'en servit pour élaborer le concept de nappe de charriage.

#### Cadre structural
Le Cervin se situe à proximité de la limite sud-est du système tectonique de la dent Blanche qui constitue la majeure partie du relief. C'est un ensemble de nappes affiliées au domaine structural du Salassique et qui correspondaient aux socles anté-triassiques de l'extrémité nord de la marge apulienne (marge sud de la Téthys alpine). Le système tectonique de la dent Blanche est initialement décrit comme une nappe en pli couché, la nappe de la dent Blanche, dont le sommet du Cervin était attribué au cœur de l'anticlinal. Cette interprétation a été depuis remise en question, et elle est aujourd'hui scindée en deux nappes (respectivement de bas en haut) : la nappe du mont Mary et la nappe de la dent Blanche s.s., séparées par un plan de cisaillement mylonitique, la zone de cisaillement de Roisan-Cignana. De par sa position, le mont Cervin appartient à la nappe du mont Mary. Le système tectonique de la dent Blanche forme actuellement une klippe, la klippe de la dent Blanche, dont la racine correspond à la zone de Sesia,, sur le versant sud des Alpes. Elle est charriée sur les nappes ophiolitiques de Zermatt Saas-Fee et du Tsaté (domaine structural du Pennique supérieur, ancienne croûte océanique de la Téthys alpine) qui constituent la base du relief du Cervin.

#### Stratigraphie
Les couches présentent une inclinaison générale vers l'ouest auquel se rajoutent des plans de chevauchement eux aussi inclinés vers l'ouest mais avec un pendage plus marqué. Les unités basales affleurent ainsi préférentiellement dans la région de Zermatt où elles sont représentées par les nappes de Zermatt Saas-Fee puis du Tsaté et qui, dans la région de Zermatt, sont rassemblées sous la notion de zone du Combin,. La nappe de Zermatt Saas-Fee comprend des ophiolites (serpentinites, prasinites, métagabbros et métabasaltes) d'âge callovien (environ 164 Ma pour les métagabbros) recouvertes par une couche peu épaisse de métasédiments oxfordiens (environ 161 Ma). L'ensemble a été soumis à un métamorphisme alpin de type éclogite. Ils sont surmontés par des métasédiments marins pélagiques de la nappe du Tsaté, notamment constitués de schiste lustré, calcschiste, marbre et quartzite, et datés entre le Jurassique tardif et le Crétacé tardif. Outre la prédominance des métasédiments par rapport aux ophiolites, cette nappe se distingue aussi par son faciès métamorphique schiste bleu. Dans sa moitié inférieure, cette couverture sédimentaire emballe des lentilles triassiques de grès quartzique et dolomies appartenant à la nappe du Frilihorn,, (nappe démantelée tectoniquement), puis vers le sommet, emballe des lentilles de métabasalte et prasinite dont la répétition d'alternance métasédiment-ophiolite résulte des nombreux replis qui affectent la nappe.
Le contact avec le système tectonique de la dent Blanche se situe sous la côte 3 400 m. Elle est constituée, de bas en haut, du groupe de Valpelline et du groupe d'Arolla qui représentent respectivement des écailles de croûte continentale inférieure et supérieure de la marge apulienne. L'ensemble de la nappe a été soumis à des conditions métamorphiques alpines schiste bleu à schiste vert. Néanmoins, au Cervin cette succession est inversée : une écaille du groupe de Valpelline chevauche une écaille du groupe d'Arolla. La série débute donc avec le groupe d'Arolla qui consiste en des granitoïdes, et ses dérivés métamorphiques, d'âge permien précoce (289 ± 2 Ma). La base du groupe est occupée par les métaquartzodiorites des bouquetins qui correspondent à des diorites quartziques métamorphisées et que l'on retrouvera aussi plus haut dans la série. Elle est ensuite recouverte par des gneiss rubanés (série rubanée). Les orthogneiss du groupe d'Arolla constituent ensuite la majeure partie du Cervin. Ce sont eux qui forment les grandes parois inclinées du versant nord du Cervin. Il s'agit de gneiss à chlorite et séricite ce qui lui confère une teinte verdâtre. Ces gneiss alternent sous la pyramide sommitale avec une nouvelle couche de métaquartzodiorite des bouquetins vers la côte 4 000 m. Le versant ouest se distingue par la présence de nombreuses masses de gabbro (complexe du Mont Collon) à la base du relief qui domine le cirque du glacier de Tiefmatte (de). Ils sont datés de 250 ± 5 Ma (Permien tardif à Trias précoce) et sont par conséquent intrusifs dans les granitoïdes. Leur composition indique qu'ils proviennent d'un magma contaminé par de la croûte continentale (enrichissement par des LREE) tandis que ceux de la nappe du Tsaté sont issus d'un magma appauvri (faible teneur en LREE). Ces gabbros d'origine continentale se distinguent aussi de leur équivalent océanique (nappe du Tsaté) par leur composition et leur texture originelle préservée (les gabbros d'origine océanique étant serpentinisés). Ils se sont formés lors de la phase de relaxation lithosphérique qui a suivi l'orogenèse varisque, au cours de laquelle un amincissement crustal a permis la remontée du manteau asténosphérique ce qui entrainé sa fusion partielle. Les masses de gabbro sont probablement ensuite remontées le long de plans de faille normale jusqu'à la portion moyenne de la croûte continentale d'après la teneur en sodium et aluminium dans les clinopyroxènes. La pyramide sommitale contraste avec le reste du relief par ses parois plus abruptes qui reflètent un changement important de lithologie avec le passage au groupe de Valpelline. Ce groupe est principalement constitué de métapélites permiennes de faciès amphibolite à granulite et accompagnées de roches carbonatés métamorphiques. Il est composé sur son flanc ouest de mylonite puis de marbre granoblastique sur lequel reposent ensuite des amphibolites puis une nouvelle séquence de marbre qui forme le sommet du Cervin.

### Climat

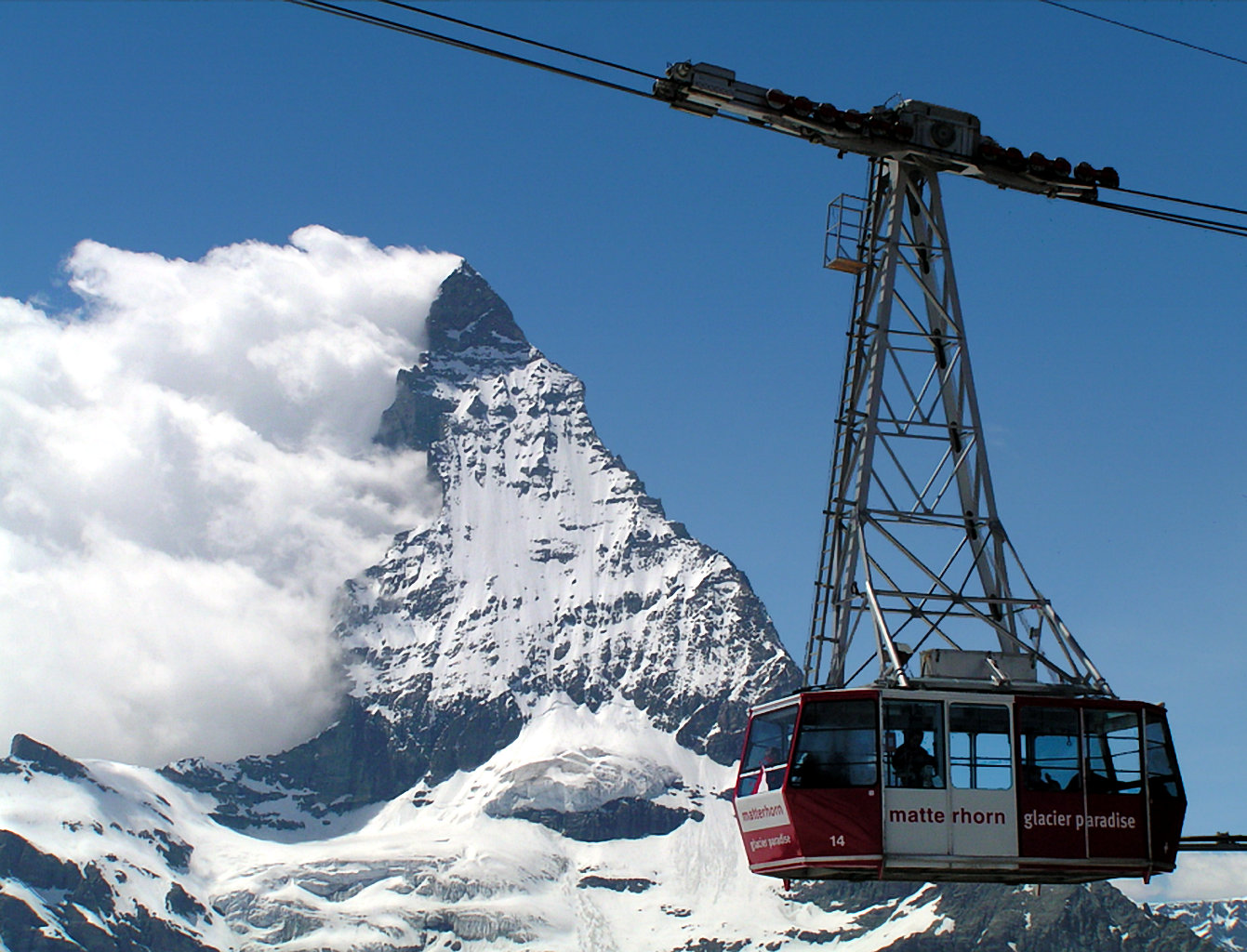
Nuages en bannière au Cervin.

Avec ses parois abruptes et son emplacement isolé, le Cervin est sujet à la formation de nuages en bannière qui apparaissent généralement par vent de nord-ouest, lorsque le versant suisse du Cervin est à l'ombre et plus froid que le versant italien, chauffé par le soleil : une surpression dynamique se crée alors du côté suisse entraînant une dépression du côté italien où la vapeur d'eau se condense et forme le nuage en bannière.

## Histoire de la conquête du Cervin

### La galerie des conquérants

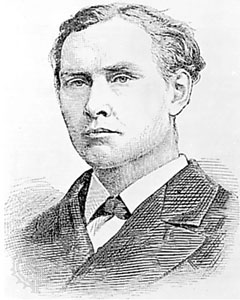
Edward Whymper (gravure de 1881).
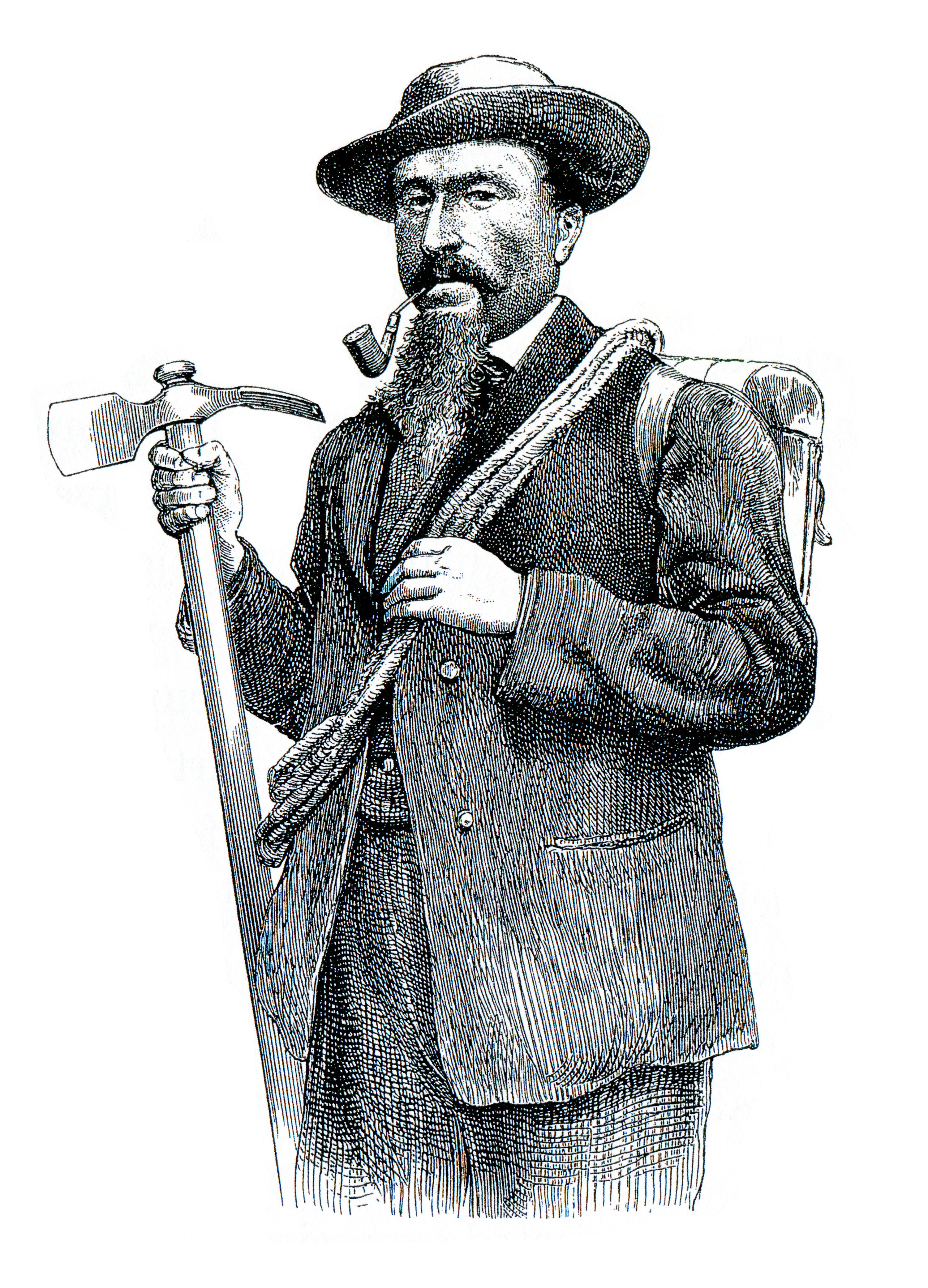
Le guide Michel Croz (gravure de Whymper).
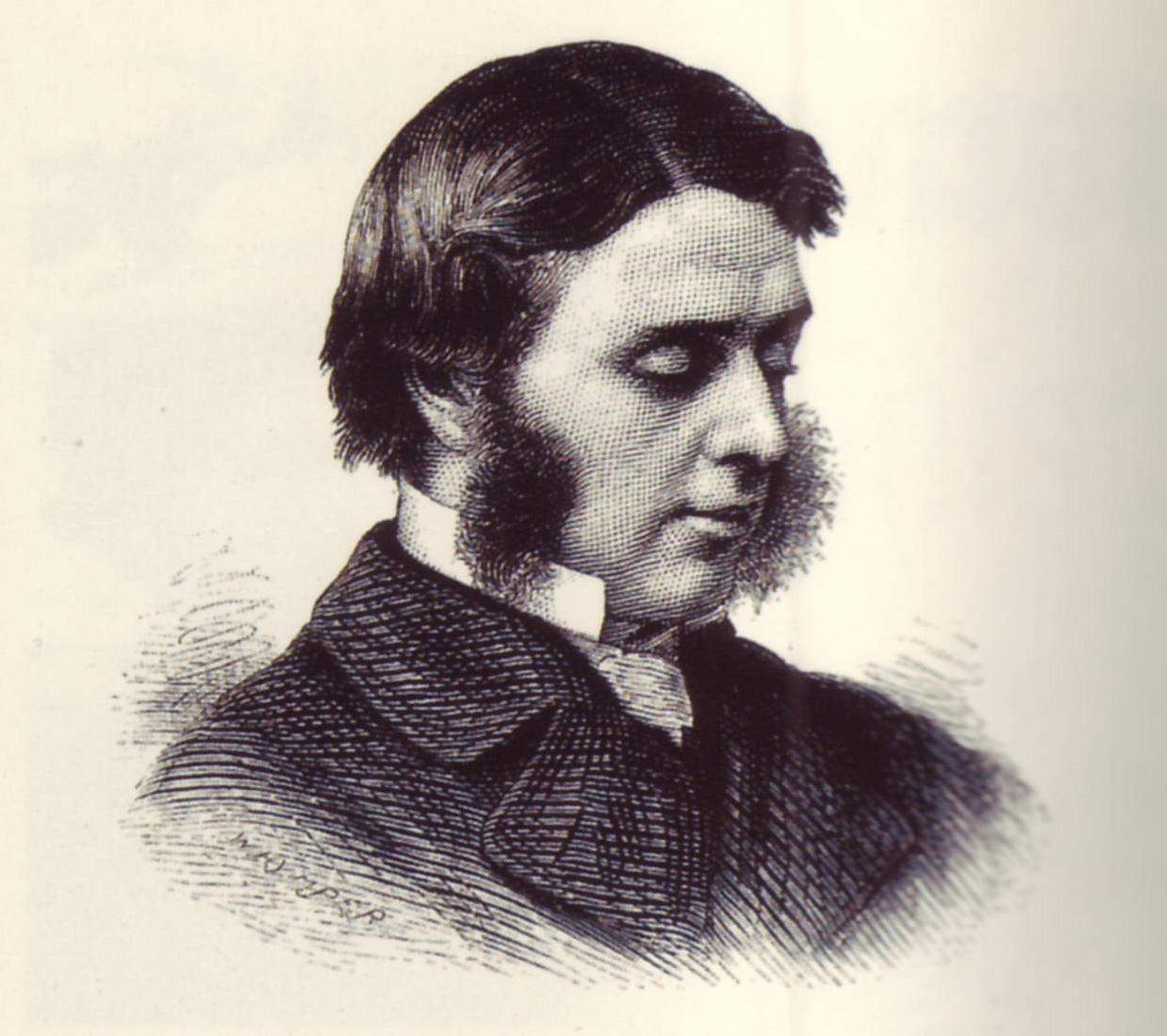
Le révérend Charles Hudson (gravure de Whymper).
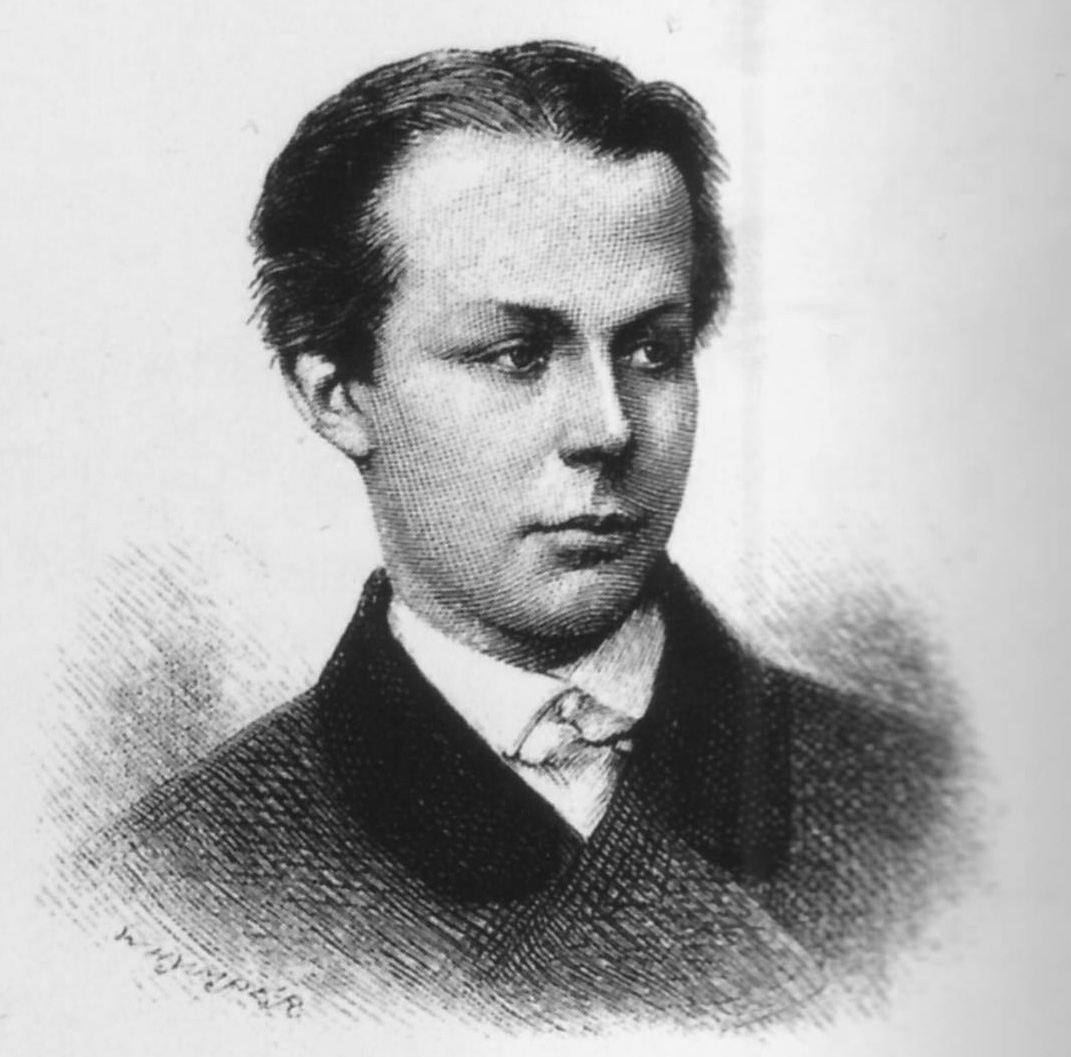
Lord Francis Douglas (gravure de Whymper).
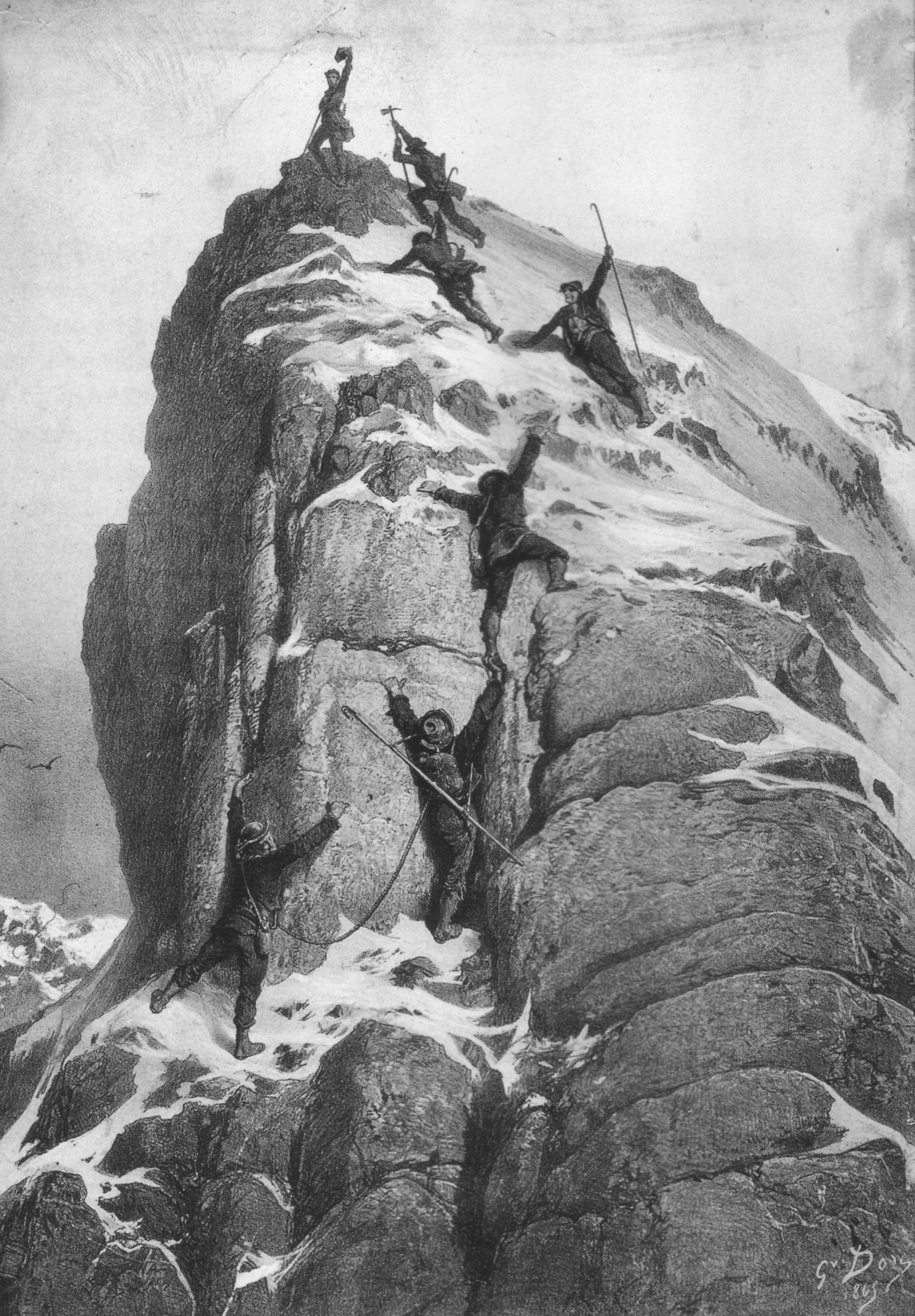
L'arrivée au sommet (gravure de Gustave Doré).
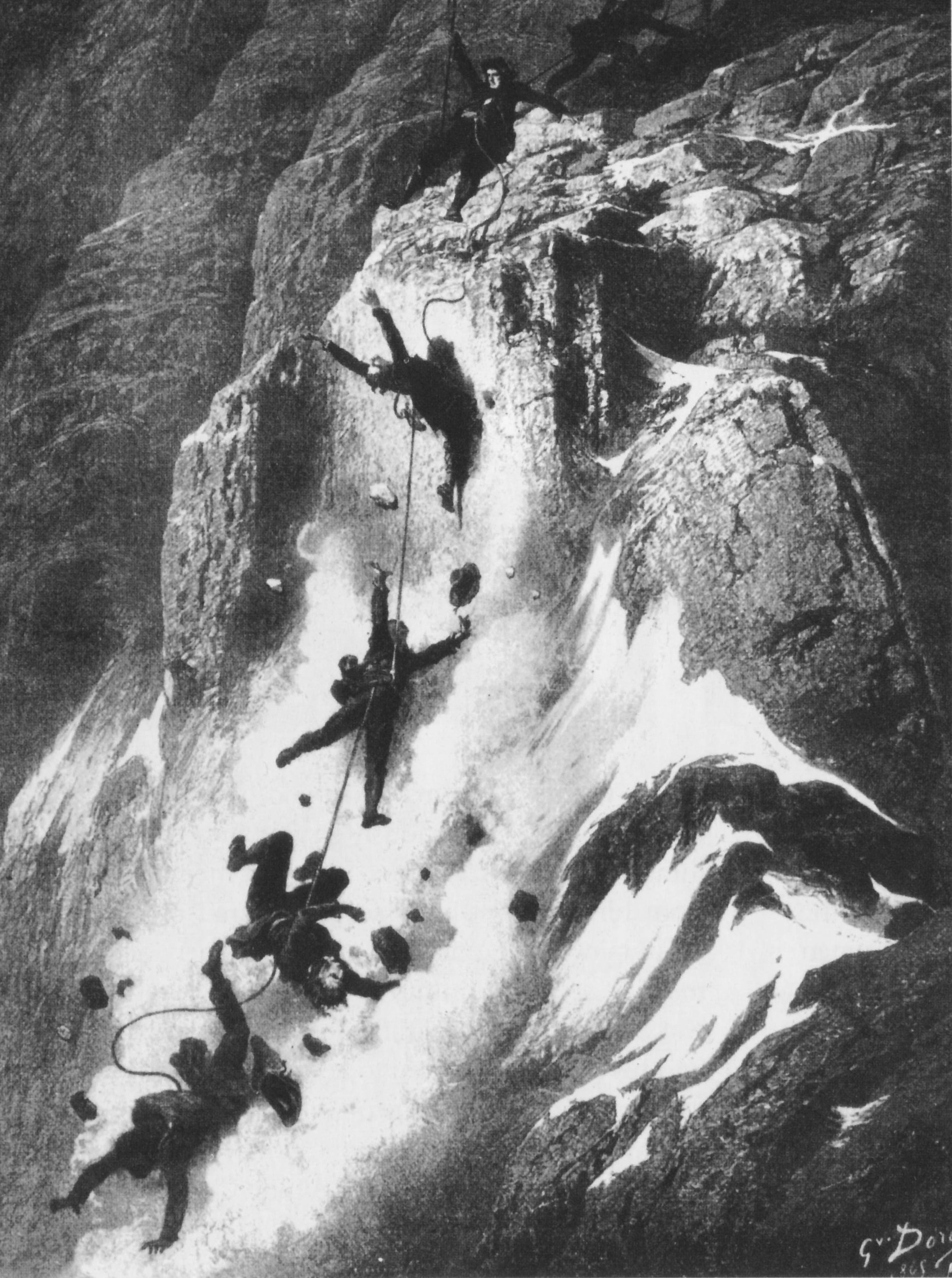
« Le drame » (gravure de Gustave Doré).
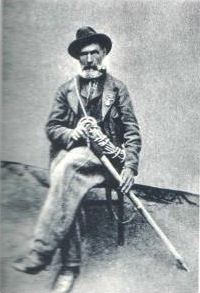
Portrait de Jean-Antoine Carrel, vers 1890[c].

### Première ascension et ouvertures de voies
En 1865, deux cordées, l'une britannique, l'autre italienne, attaquent à peu près en même temps le Cervin. L'expédition britannique en sort victorieuse : elle arrive au sommet moins d'une journée avant la cordée italienne.
Le 10 juillet 1865, l'alpiniste Edward Whymper rencontre le Valtournain Jean-Antoine Carrel, guide italien qui rêve lui aussi de réussir la première ascension mais par l'arête italienne, les deux hommes ayant déjà tenté son ascension, sans succès. Whymper veut enrôler Carrel mais ce dernier refuse car il est déjà engagé dans ce projet avec le Club alpin. Le 12 juillet, Whymper constate que la cordée de Carrel a déjà entamé l'ascension, si bien qu'il bouleverse ses plans et décide de tenter la sienne à partir de Zermatt, côté suisse du Cervin, par l'arête du Hörnli (arête nord-est) qui est réputée plus difficile mais qui se révélera plus facile finalement. Il forme alors sa cordée avec Lord Francis Douglas (jeune aristocrate anglais qui finance l'expédition), Peter Taugwalder fils et Peter Taugwalder père (paysans qui complètent leurs revenus en servant de guides). Arrivés à l'hôtel du Mont-Rose, ils rencontrent le révérend Charles Hudson et son jeune et inexpérimenté compagnon Douglas Robert Hadow (en) qui ont engagé le guide chamoniard Michel Croz (réputé pour son sens de l'itinéraire) pour eux aussi tenter cette première ascension. Les deux cordées britanniques décident alors d'unir leurs forces pour essayer de gravir ensemble l'arête du Hörnli et partent de Zermatt le 13 juillet pour la cime. Le 14 juillet, la cordée des sept hommes atteint le sommet vers 13 h 40, Whymper et Croz s'étant désencordés dans la dernière pente pour arriver premier et deuxième. La cordée du versant italien, composée des guides valtournains Jean-Antoine Carrel, Antoine-César Carrel, Charles Gorret et Jean-Joseph Maquignaz, atteint le point le plus haut jamais atteint lors des ascensions précédentes, mais avec un retard qui l'empêche de terminer l'ascension jusqu'au sommet. La cordée décide alors de s'arrêter pour se reposer. À 14 h, ils aperçoivent Whymper et six autres hommes au sommet, ils décident alors de rentrer sans tenter d'atteindre le sommet. Dans la descente, vers 15 h 10, le jeune Douglas Hadow, de la cordée britannique, glisse, renversant Michel Croz. Charles Hudson puis Francis Douglas ne parviennent pas à retenir la chute et sont à leur tour emportés. La corde d'assurage se rompt, évitant ainsi à Edward Whymper, au guide Peter Taugwalder père et à Peter Taugwalder fils d’être entraînés dans la chute. Le journal viennois Neue Freie Presse émet l'hypothèse que Whymper a coupé la corde avec un couteau, ce qui suggère soit un homicide volontaire soit un état de nécessité pour sauver la vie des trois hommes qui étaient en haut de cordée. Les autorités suisses organisent une enquête qui se termine par un non-lieu. Edward Whymper, très marqué par ce drame, ne tenta ensuite plus aucune première majeure.
La conquête du Cervin, qui passait pour inaccessible, marque la fin de l'âge d'or de l'alpinisme dont le but était de conquérir tous les sommets des Alpes : c’est à la fois la conquête d'un sommet par une voie délibérément choisie pour sa difficulté et aussi le premier grand drame de l'histoire alpine.
Le 17 juillet 1865, trois jours à peine après la première ascension, la cordée italienne menée par Jean-Antoine Carrel et comprenant Jean-Baptiste Bich, Amé Gorret et Jean-Augustin Meynet réalise la première ascension du Cervin par l'arête du Lion (arête sud-ouest), plus difficile que l'arête du Hörnli.
Une voie entièrement en territoire italien est ouverte en septembre 1867 par Jean-Joseph Maquignaz, accompagné par son frère Jean-Pierre.

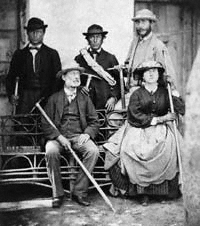
Lucy Walker, Frank Walker, Melchior Anderegg, Adolphus Warburton Moore.

Le 22 juillet 1871, la Britannique Lucy Walker, accompagnée du guide Melchior Anderegg, est la première femme à vaincre le Cervin, à l'âge de 34 ans et vêtue d'une robe de flanelle. Cet exploit la rend immédiatement célèbre.
Le 3 septembre 1879, l'arête de Zmutt (arête nord-ouest) est gravie pour la première fois par Albert F. Mummery, Alexander Burgener, Johann Petrus et Augustin Gentinetta.
Le 17 mars 1882, Vittorio Sella en compagnie des guides Louis, Baptiste et Jean-Antoine-Carrel réalisent la première traversée hivernale du Cervin, montant par l'arête du Lion et redescendant par l'arête du Hörnli.
En 1941, la dernière arête du Cervin, celle de Furggen (arête sud-est) est gravie pour la première fois de manière complète par le Valtournain Louis Carrel, accompagné par A. Perrino et G. Chiara. En 1911, cette arête avait déjà été escaladée, mais les alpinistes avaient contourné les surplombs.

### Défis d'alpinistes
En 1966, les guides de Zermatt René Arnold et Sepp Graven parcourent les quatre arêtes du Cervin dans la même journée : ils montent au sommet par l'arête de Furggen, redescendent par celle du Hörnli jusqu'à la cabane qu’ils atteignent vers 9 h 30, traversent ensuite le glacier du Cervin (situé au pied de la face nord) pour rejoindre à nouveau le sommet par l'arête de Zmutt, avant de redescendre par l'arête du Lion.
En août 1992, Diego Wellig et Hans Kammerlanden effectuent en 24 heures la montée et la descente des quatre arêtes, soit 8 500 mètres de dénivelé : ils grimpent au sommet par l'arête de Zmutt, descendent par celle du Hörnli, remontent par l'arête de Furggen, redescendent par l'arête du Lion, qu’ils gravissent à nouveau, avant d’emprunter l'arête du Hörnli dans les deux sens, puis de descendre une dernière fois à la cabane du Hörnli.
L'ascension des différentes faces du Cervin présenta aussi de grands défis pour les alpinistes. La première à être vaincue fut la face nord, escaladée pour la première fois en 1931, exploit qui valut à Franz et Toni Schmid le prix olympique d'alpinisme aux Jeux olympiques de Los Angeles de 1932. Quelques mois plus tard, ce fut la face sud (face italienne) puis en 1932, la face orientale. En 1962, ce fut le tour de la face ouest, la plus haute des quatre avec ses 1 400 mètres. Enfin, ce n’est qu’en 1969 que la face nord-nord-ouest, située entre l'arête de Zmutt et la face ouest (après le Nez de Zmutt, l'ascension se poursuit par l'arête), fut gravie : les deux voies qui la parcourent sont les itinéraires les plus récents et les plus difficiles pour gravir le Cervin.

#### Ascensions hivernales
La première face à être gravie en hiver fut la face nord, vaincue le 4 février 1962 par trois cordées suisses par une température inférieure à −20 °C. Trois ans plus tard, en février 1965, Walter Bonatti fut le premier à réussir l'ascension de la face nord du Cervin en solitaire et en hivernale, ouvrant au passage une nouvelle voie qui porte son nom. Une ascension de quatre jours, entrée dans la légende de l'alpinisme.
Il fallut ensuite attendre 1971 pour voir la face sud vaincue en hiver, les 22 et 23 décembre, par les guides gressonards Arthur et Oreste Squinobal. La face est fut à son tour vaincue le 27 février 1975 par trois guides valaisans, René Arnold, Guido Bumann et Candide Pralong, après un bivouac à 4 300 mètres d'altitude.
Durant l'hiver 1977-1978, Ivano Ghirardini réalisa un exploit hors norme : l'ascension des faces nord du Cervin, des Grandes Jorasses et de l'Eiger, en solo, et sans aucune assistance. Cette trilogie hivernale, bien que tentée par quelques-uns des plus grands alpinistes, notamment Daudet en 2002, reste à ce jour inégalée.

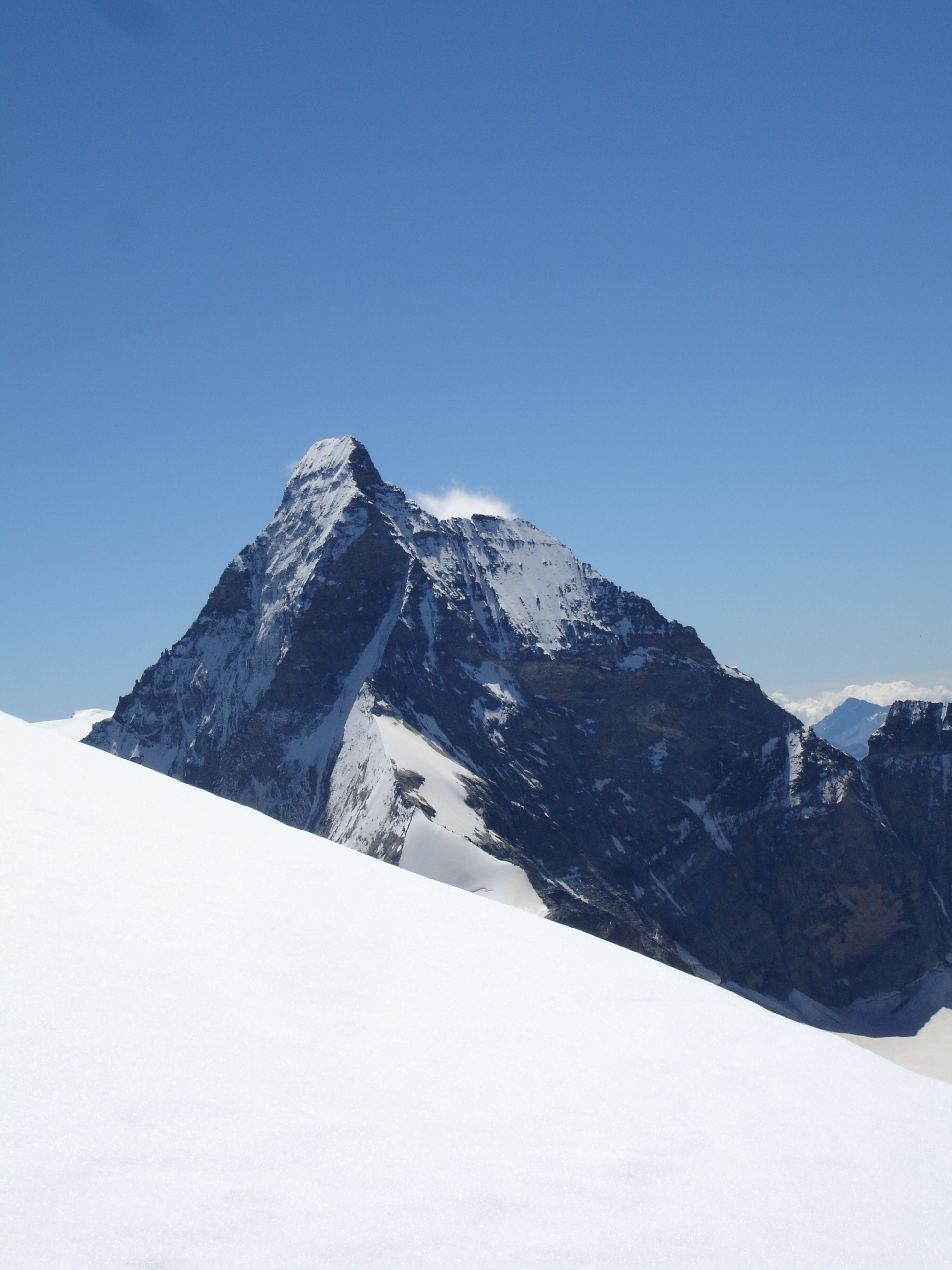
Devant, l'arête de Zmutt (entre les faces nord à gauche et ouest à droite) du Cervin, vue depuis l'arête sud de la dent Blanche.

La première hivernale de la face ouest fut réalisée en 1978, seize ans après la première ascension hivernale de la face nord. Une cordée de sept Italiens (parmi lesquels trois des quatre vainqueurs de la face sud en hiver) atteignit le sommet après trois jours d'ascension le 11 janvier. Leur descente fut dramatique : Rolando Albertini se tua dans une chute, et un autre alpiniste fut blessé par un éboulement.
La face nord-nord-ouest fut gravie pour la première fois en hiver par les guides Daniel Anker et Thomas Wüschner entre le 26 et le 31 décembre 1982. Quelques mois plus tard, en mars 1983, une cordée de deux Bulgares atteignit à son tour le sommet par cette voie après une ascension record de dix-sept jours et seize bivouacs. La face sud-sud-est avait elle été gravie les 3 et 4 septembre 1953 par Louis Carrel, Louis Maquignaz et Italo Muzio, qui durent utiliser plus de soixante pitons dans les 400 derniers mètres.
En 1992, Patrick Gabarrou et Lionel Daudet achèvent la voie Aux Amis disparus dans la face nord du Zmut. Patrice Glairon-Rappaz et Cédric Périllat-Merceroz en font la première hivernale en janvier 2010.

#### Nouvelles voies
Les 31 juillet, 1er et 2 août 2001, une nouvelle voie baptisée Free Tibet est ouverte dans la face nord par Patrick Gabarrou et Cesare Ravaschietto.
En mars 2009, les guides valtournains Marco Barmasse et son fils Hervé ouvrent le couloir de l'Enjambée dans la face sud.
Du 17 au 19 juin 2009, Jean Troillet, Martial Dumas et Jean-Yves Fredriksen ont ouvert une voie en face nord, la voie Sébastien Gay.
L'alpiniste valtournain Hervé Barmasse a ouvert deux nouvelles voies sur la paroi est : le couloir Barmasse (première ascension le 13 mars 2010) et la voie Barmasse (ouverte du 6 au 8 avril 2011).
En mars 2017, Alexander Huber, Dani Arnold et Thomas Senf ouvrent Schweizernase dans la face nord.

## Ascensions

### Itinéraires
|        | Voie          | Départ                              | Temps de l'ascension    | Difficulté |
| ------ | ------------- | ----------------------------------- | ----------------------- | ---------- |
| Arêtes | Arête Hörnli  | Hörnlihütte                         | 6 heures                | AD+/III+   |
| Arêtes | Arête Zmutt   | Hörnlihütte (ou Schönbielhütte)     | 7 heures ou (10 heures) | D/IV       |
| Arêtes | Arête du Lion | Refuge Jean-Antoine Carrel          | 5 heures                | AD+/III    |
| Arêtes | Arête Furggen | Bivouac Bossi                       | 7 heures                | TD/V+      |
| Faces  | Face nord     | Hörnlihütte                         | 14 heures               | TD/V       |
| Faces  | Face ouest    | Schönbielhütte                      | 12 heures               | TD/V+      |
| Faces  | Face sud      | Refuge Duc des Abruzzes à l'Oriondé | 15 heures               | TD+/V+     |
| Faces  | Face est      | Hörnlihütte                         | 14 heures               | TD         |

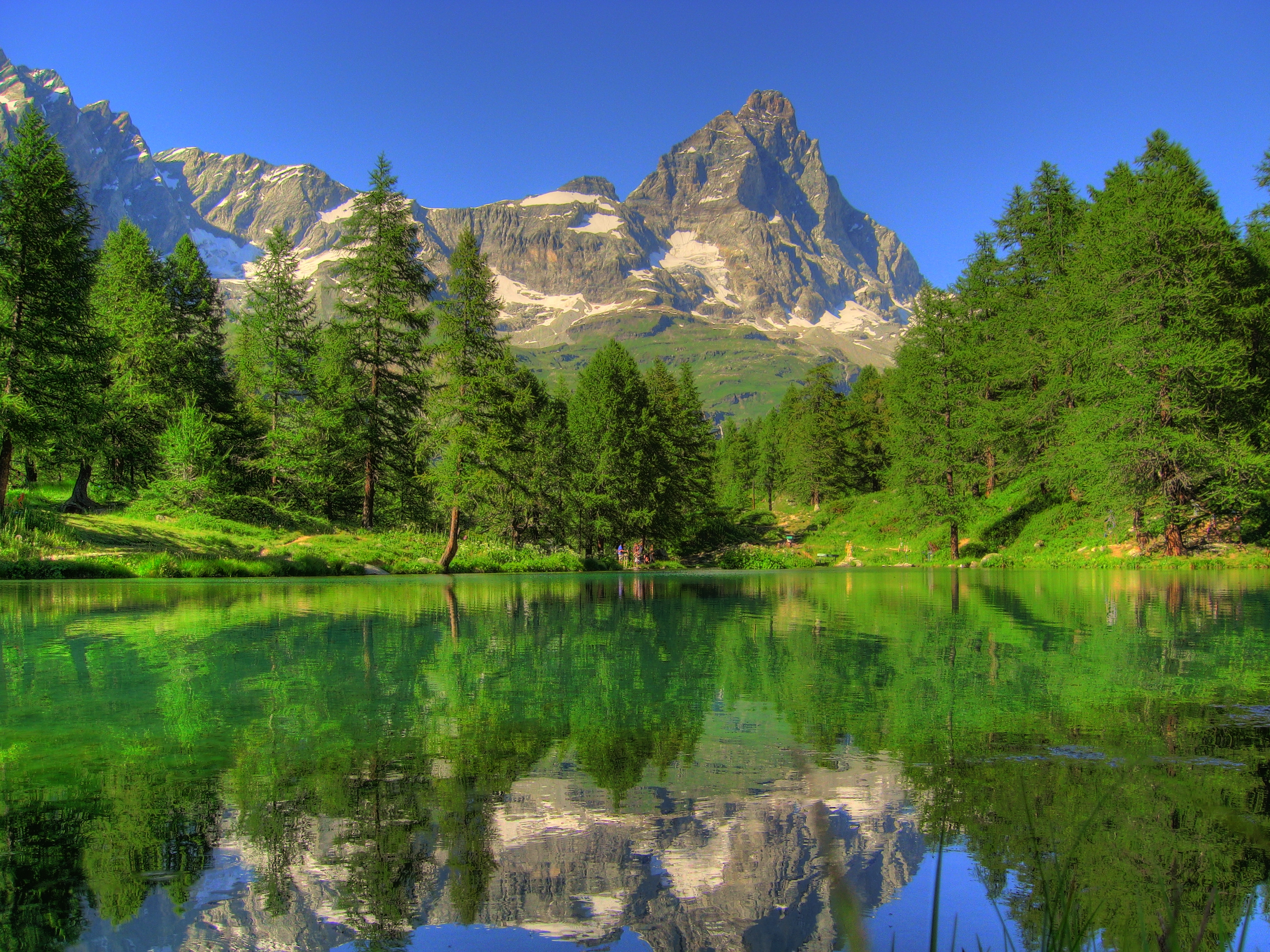
Le Cervin vu du lac Bleu du Breuil.

Le nombre de personnes tentant l'ascension du Cervin est en augmentation constante. Si, en 2007, plus de 1 000 personnes tentaient l'ascension chaque année, avec des journées record à plus de 100 personnes, en 2024, ce nombre s'élève à 2 500 personnes.

#### Voie normale suisse (arête du Hörnli)
La voie normale part de la cabane du Hörnli, située à 3 260 mètres. On y accède depuis Zermatt par la télécabine de Schwarzsee ; il y a 700 mètres de dénivelé jusqu'à la cabane puis 1 200 mètres de dénivelé jusqu'au sommet. Outre cette cabane, un bivouac de secours, le refuge Solvay, a été érigé en 1915 à 4 003 mètres d'altitude sur l'arête du Hörnli, aux deux tiers du parcours. Ce bivouac est non gardé et est destiné à permettre à des alpinistes en grande difficulté d'attendre les secours.
Difficulté (arête du Hörnli) : cotée AD (assez difficile) par le Club alpin suisse, passage de 3 en escalade ; des cordes fixes ont été installées près du sommet pour faciliter son ascension. La course est relativement longue et si par mégarde les alpinistes s'égarent de l'itinéraire, ils se retrouvent sur des portions de terrain beaucoup plus friables et instables.

#### Voie normale italienne (arête du Lion)
La voie normale italienne, prenant son départ au Breuil, suit presque entièrement l'arête sud-ouest, dénommée arête du Lion. Elle a été inaugurée par le guide valtournain Jean-Antoine Carrel le 17 juillet 1865.
L'ascension du côté italien prévoit trois étapes :
- du Breuil (2 012 mètres) au refuge Duc des Abruzzes à l'Oriondé (2 802 mètres) ;
- du refuge Duc des Abruzzes au refuge Jean-Antoine Carrel (3 830 mètres) ;
- du refuge Jean-Antoine Carrel au sommet (4 478 mètres).

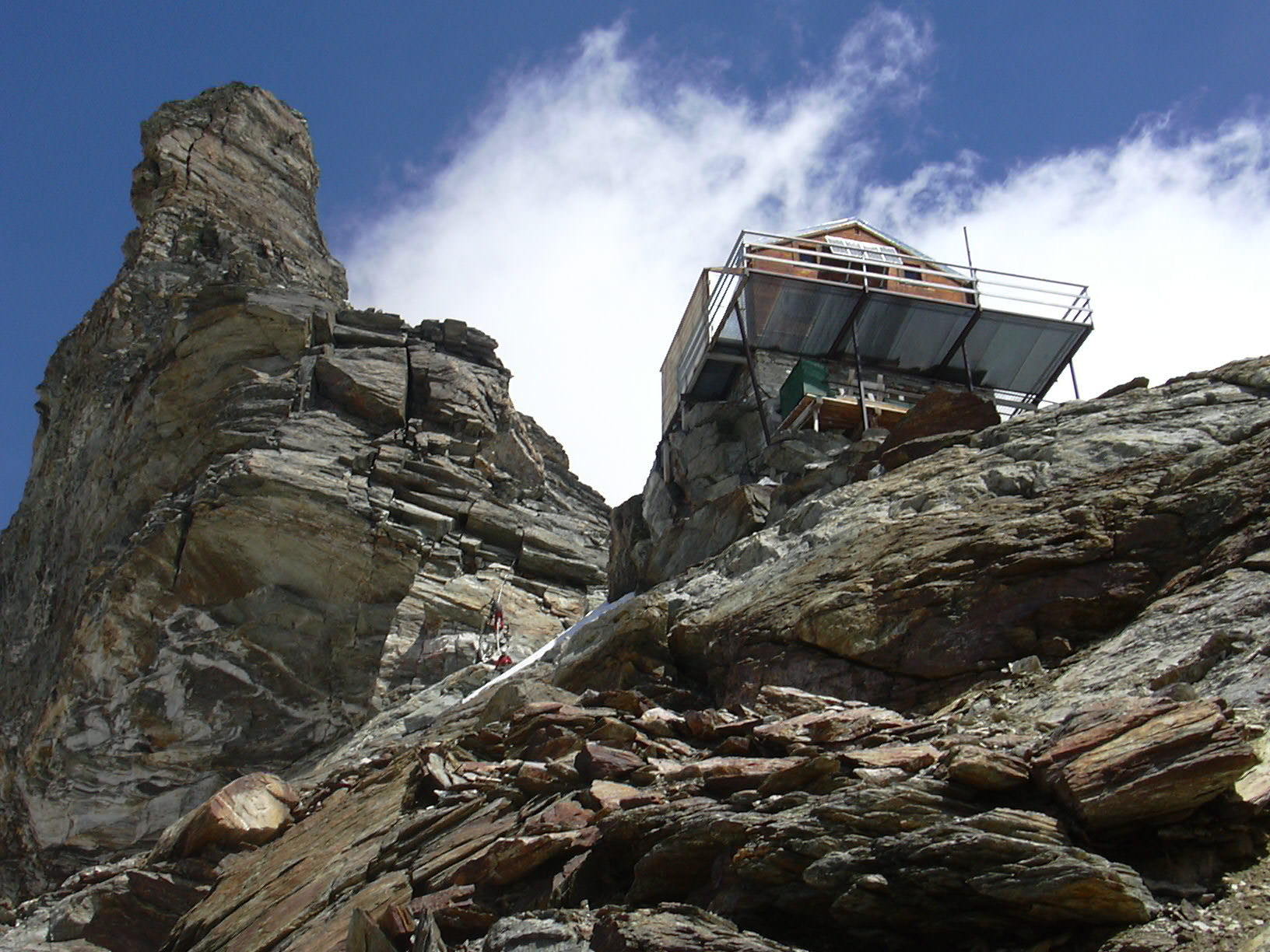
Le refuge Jean-Antoine Carrel. Derrière le refuge se trouvent la « corde du réveil » et la Grande Tour.
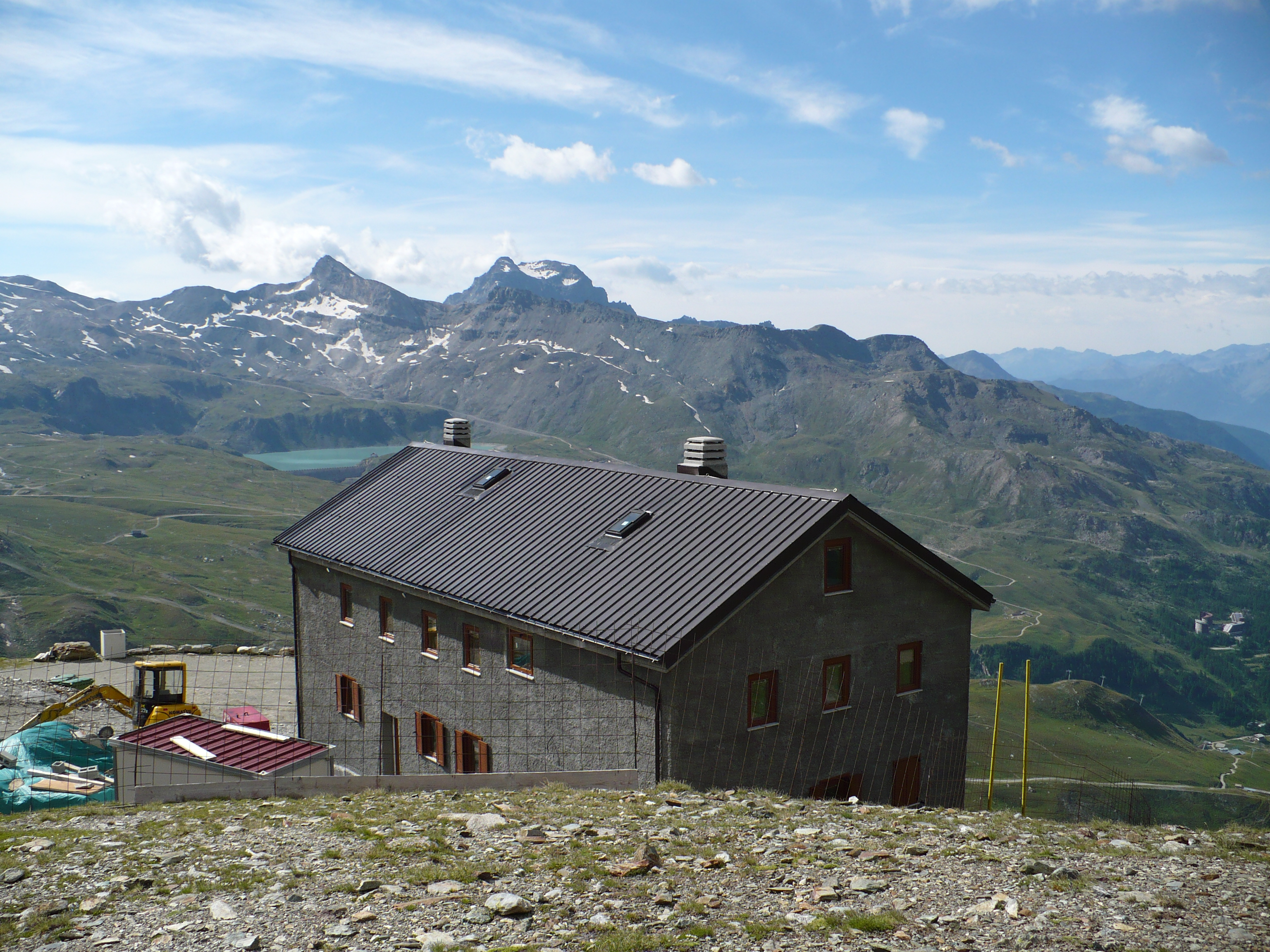
Le refuge Duc des Abruzzes à l'Oriondé.

Au Breuil on emprunte le sentier no 13 (côtoyé par une route de terre) pour rejoindre le refuge Duc des Abruzzes à l'Oriondé en deux heures de marche.
On peut atteindre le refuge également en rejoignant d'abord Plan Maison (2 561 mètres) par les remontées mécaniques et en poursuivant à pied pendant une heure et demie environ.
La durée est de quatre heures environ. On procède vers nord jusqu'à la croix Carrel (2 920 mètres). Après avoir atteint la croix, on longe un névé pour aborder un canal rocheux. On contourne ensuite la Tête du Lion et on atteint le col du Lion (3 581 mètres), qui sépare la tête du Lion du Cervin.

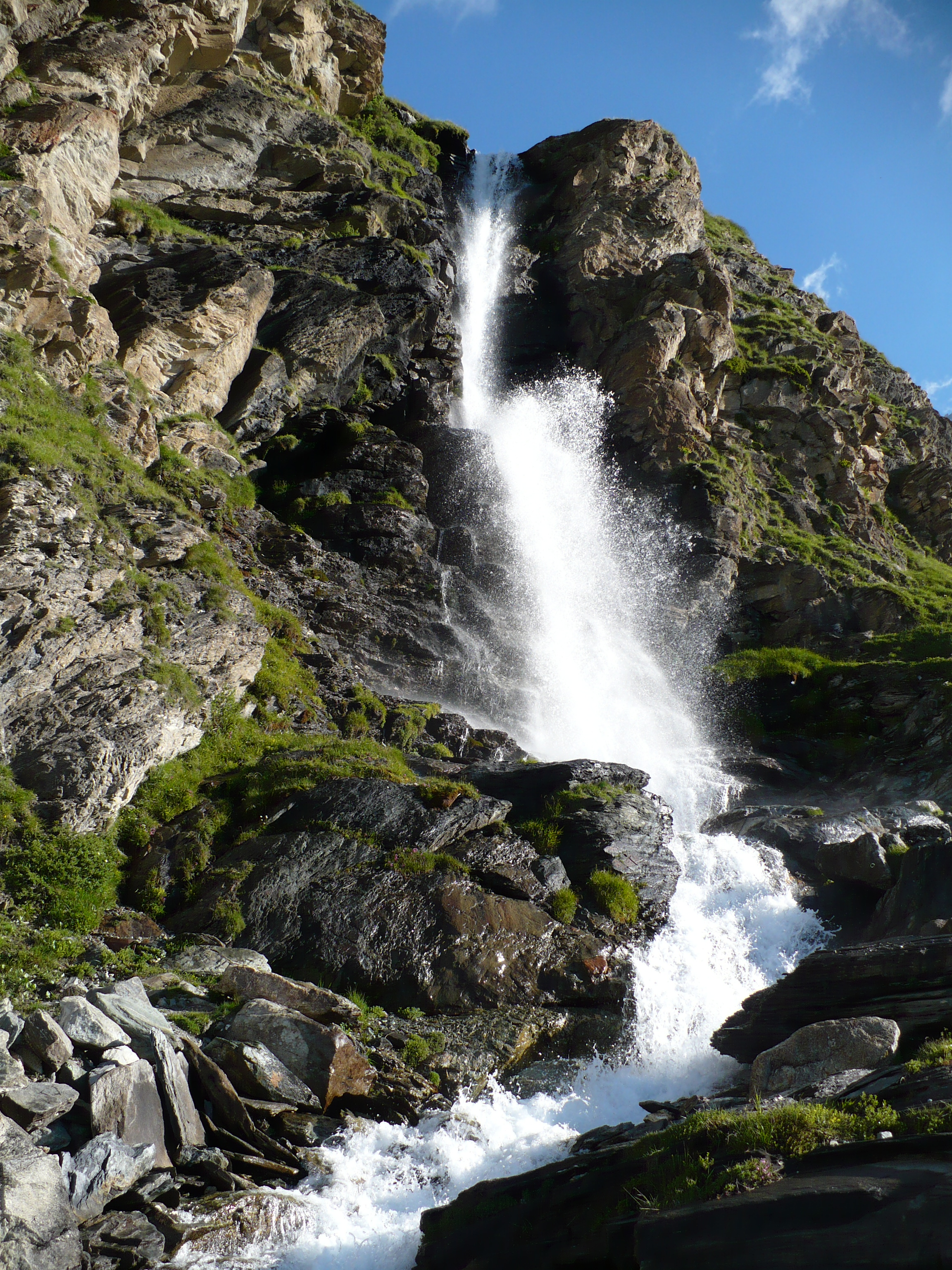
Cascade le long du sentier vers le refuge Duc des Abruzzes.
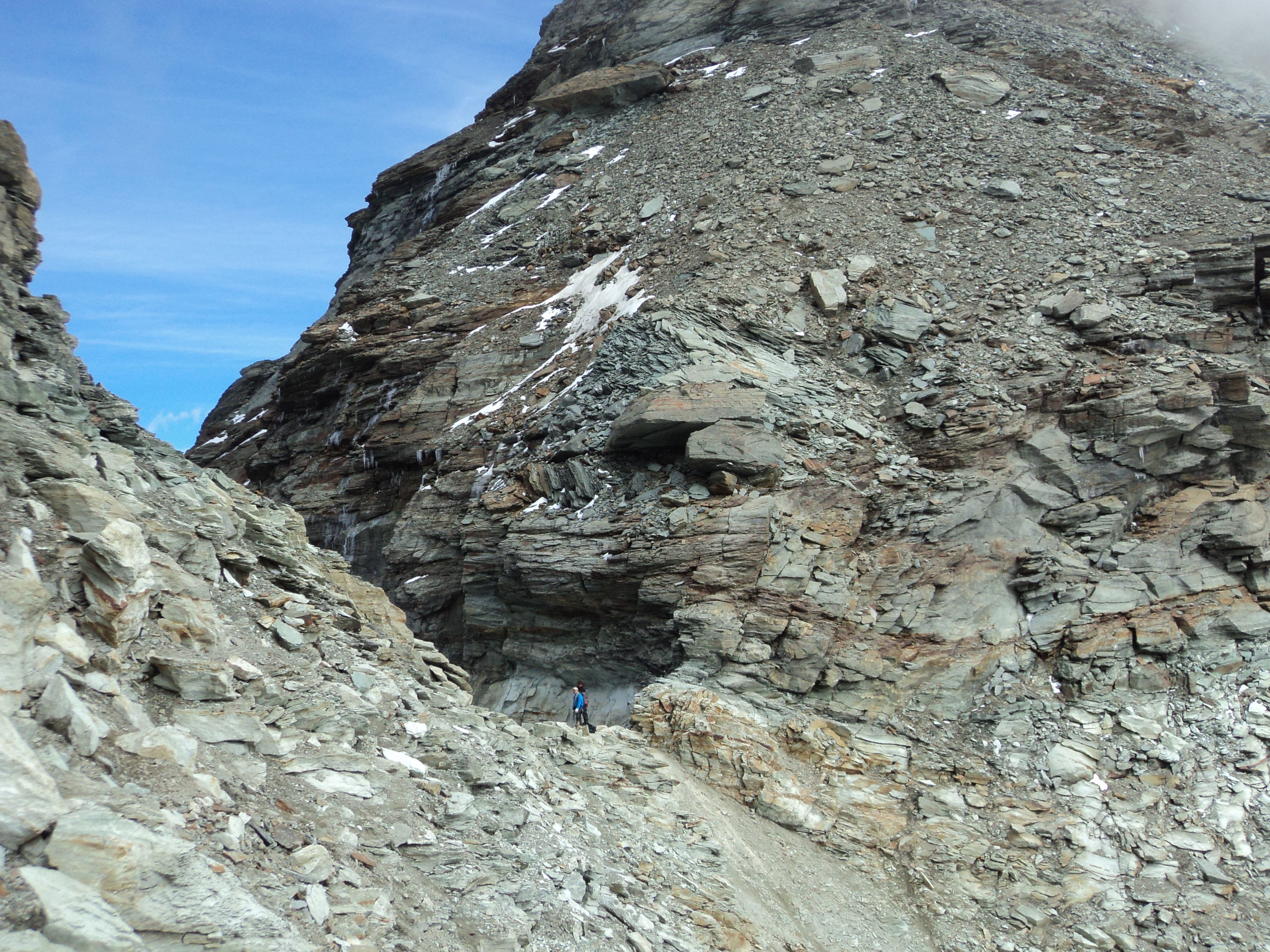
Le col du Lion entre la tête du Lion et le Cervin.
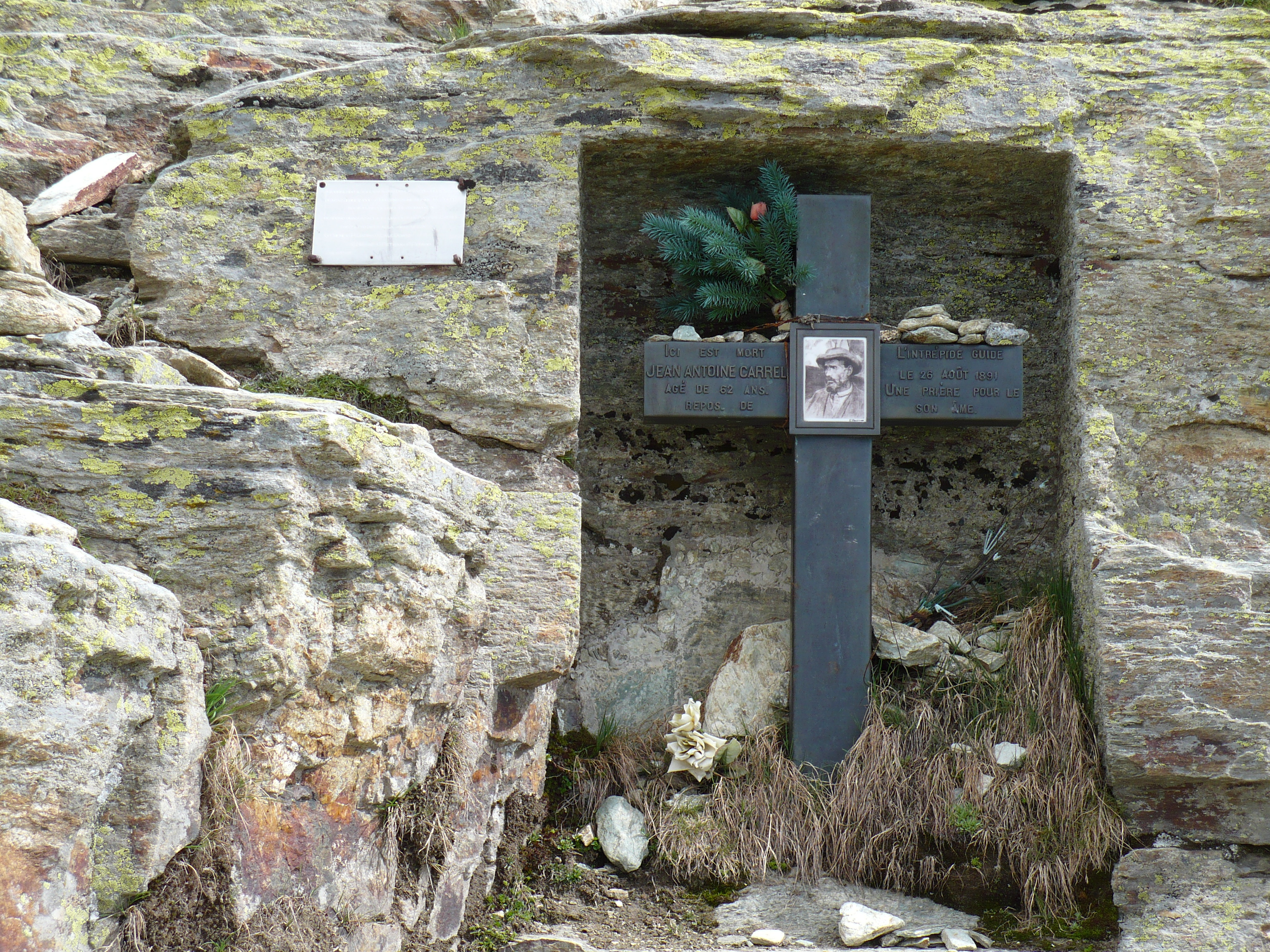
La croix Carrel, située à l'endroit où a disparu Jean-Antoine Carrel en 1890 en rentrant d'une ascension après avoir sauvé ses clients.
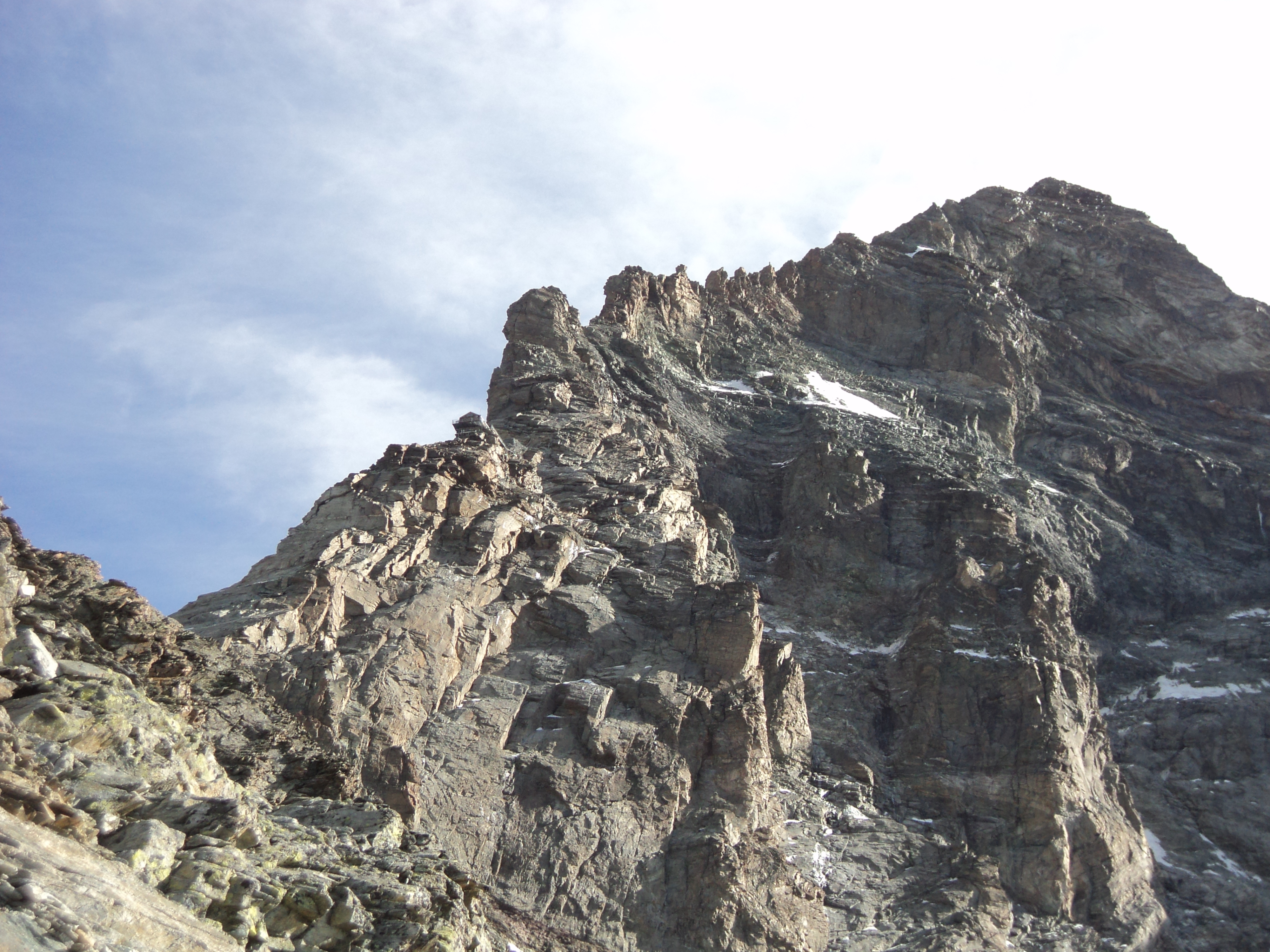
L'arête du Lion ; on aperçoit le refuge Carrel, la Grande Tour et l'arête du Coq.

On monte depuis la base de l'arête (3 650 mètres) où se situe le départ de l'ascension. Des cordes permettent de franchir les passages les plus difficiles, telles que la plaque Seiler, qui remplace l'ancienne Cheminée.
Après ces passages, on rejoint le refuge Jean-Antoine Carrel (3 830 mètres), près duquel se situe la plate-forme où se trouvait la cabane Louis-Amédée de Savoie avant l'éboulement de 2003 (le même qui a détruit la Cheminée), utilisée aujourd'hui pour les hélicoptères.
La montée au sommet commence derrière le refuge Jean-Antoine Carrel, au pied de la Grande Tour. La première corde se dénomme « corde du réveil », on passe ensuite à côté des ruines de la cabane de la Tour et par le vallon des Glaçons. L'arête du Coq marque le parcours qui suit, pour franchir ensuite le Mauvais Pas et côtoyer la plaque dénommée rocher des Écritures, où Jean-Antoine Carrel aurait gravé son nom.
Des cordes métalliques permettent de dépasser le glacier du Linceul, et à l'aide de la « corde Tyndall » on atteint le pic Tyndall (4 241 mètres). On rejoint ensuite l’Enjambée.
On arrive au col Félicité, où plusieurs cordes ont été fixées, parmi lesquelles l'échelle Jordan. Plus loin, la « corde Piovano » permet de remonter un dièdre et la dite Wentworth.
On atteint donc le sommet italien (4 476 mètres) et la croix du sommet, où sur chaque bras sont marqués les toponymes en latin : du côté suisse, Pratumbor, nom latin de Zermatt, et du côté italien, Vallistornench, nom latin du Valtournenche.
Le sommet suisse (4 478 mètres) se trouve à 60 mètres environ vers l'est.

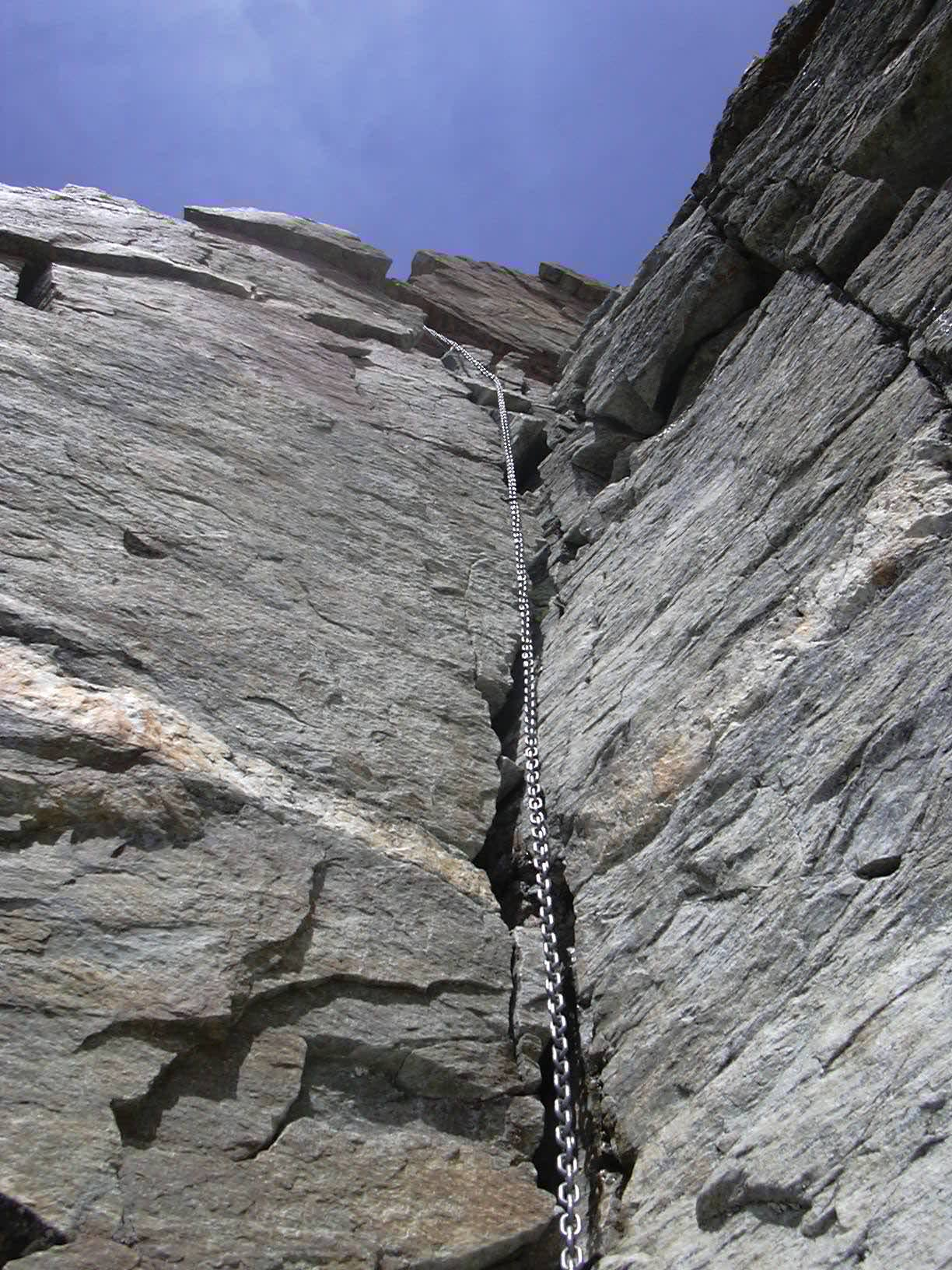
Le dièdre Cheminée, autrefois passage obligatoire pour atteindre le refuge Carrel, avant l'éboulement de 2003.
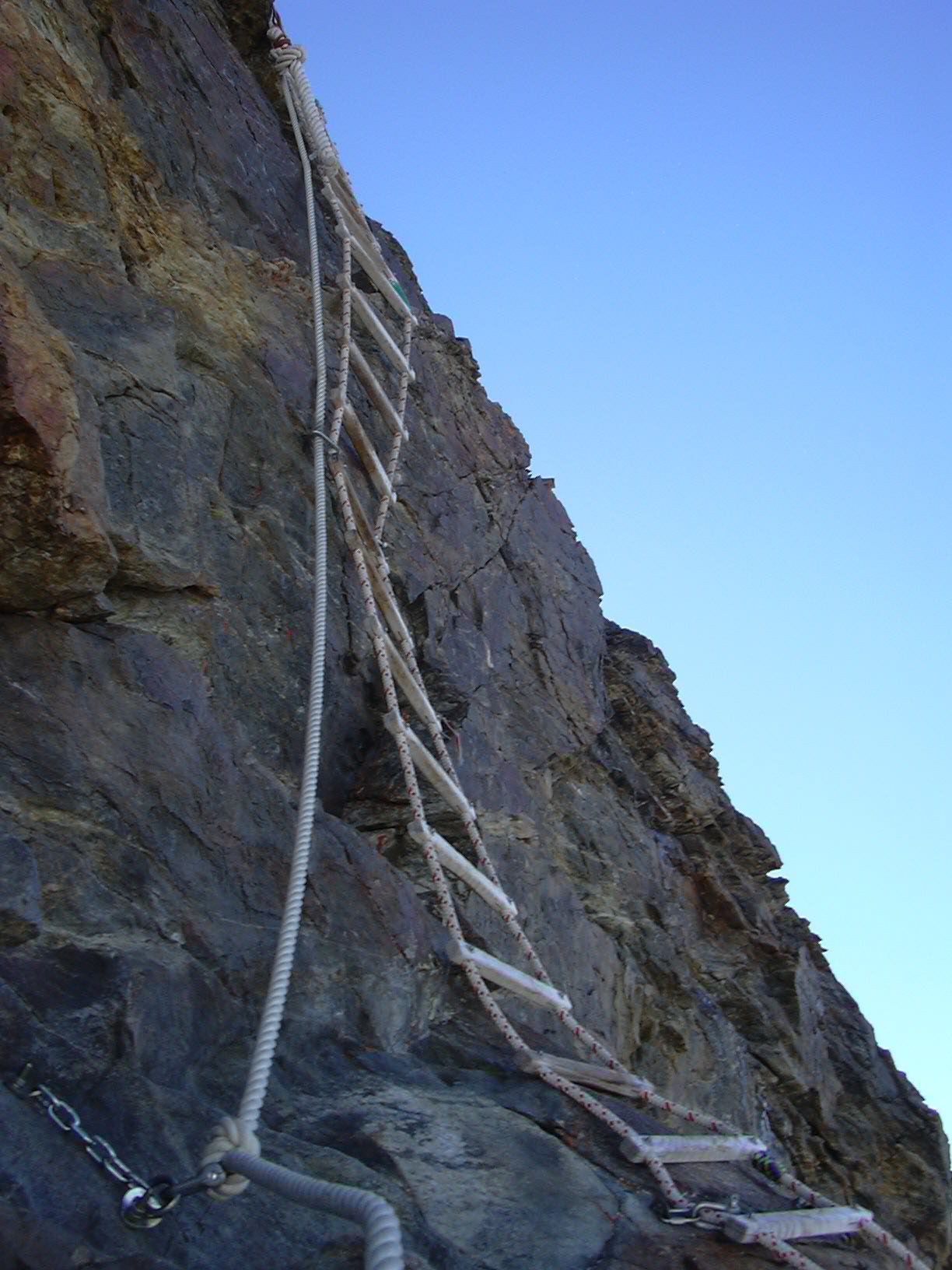
L'échelle Jordan.
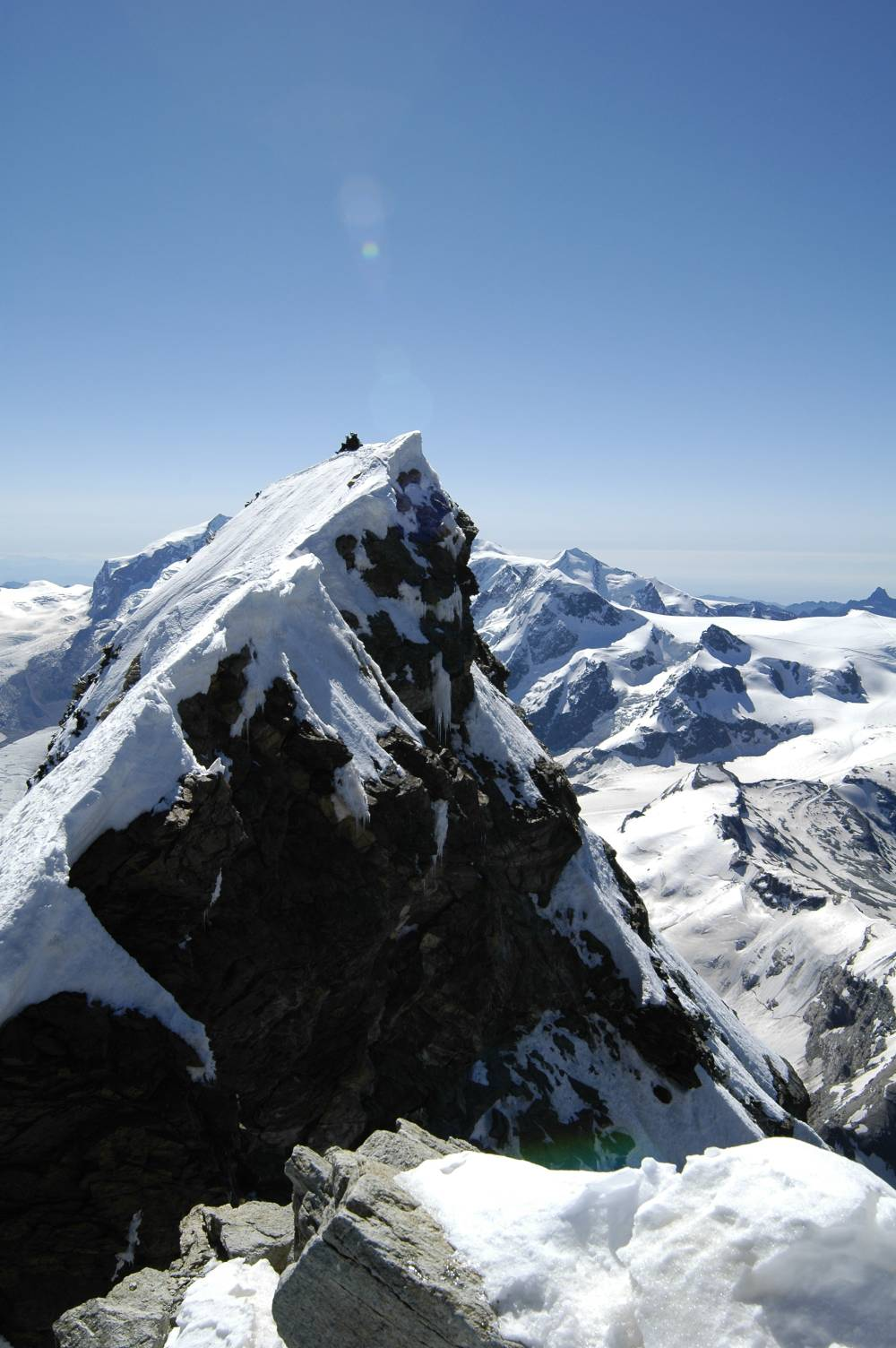
Le sommet suisse vu du sommet italien.
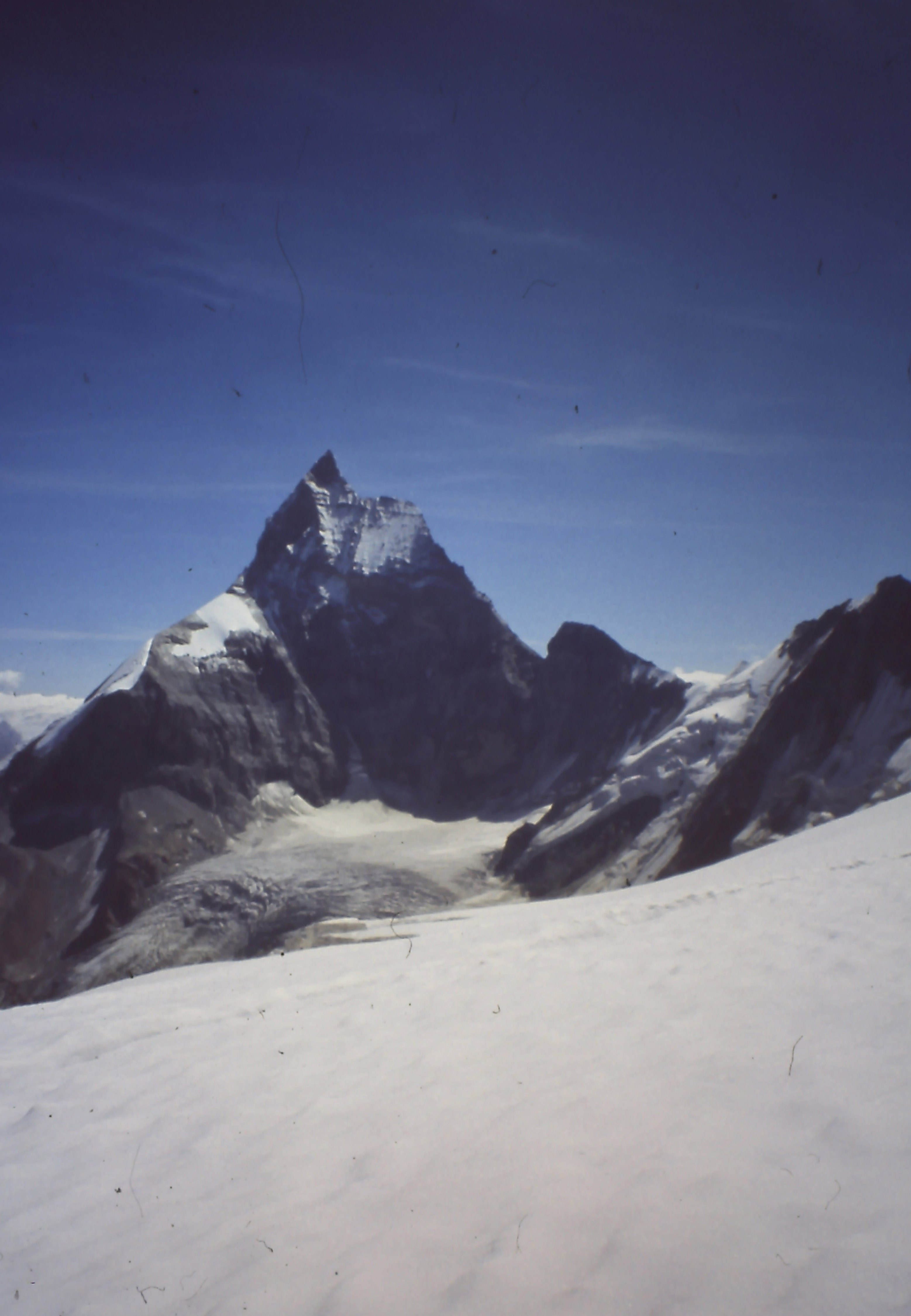
Le Cervin vu du col de Valpelline.

#### Faces
Les faces les plus célèbres du Cervin sont les faces est et nord, visibles depuis Zermatt. La première, d’un dénivelé de 1 000 mètres, présente de grands risques de chutes de pierres, ce qui rend son ascension dangereuse. La face nord (1 100 mètres) est une des faces les plus dangereuses des Alpes, en raison notamment des risques d'éboulements et de tempêtes. La face sud, qui domine le Breuil, (haut Valtournenche) fait 1 350 mètres. C'est la face qui offre le plus de voies. Et enfin, la face ouest, la plus longue avec ses 1 400 mètres, est celle qui fait l'objet du moins de tentatives d'ascensions. Entre la face ouest et la face nord se trouve aussi la face nord-nord-ouest, qui ne s'élève pas jusqu'au sommet mais s'arrête au Nez de Zmutt, sur l'arête du même nom. C'est l'itinéraire le plus dangereux pour l'ascension du Cervin. Il existe aussi une face sud-sud-est, réputée être l'itinéraire le plus difficile de la face sud, qui aboutit au Pic Muzio, sur l'Épaule de Furggen.

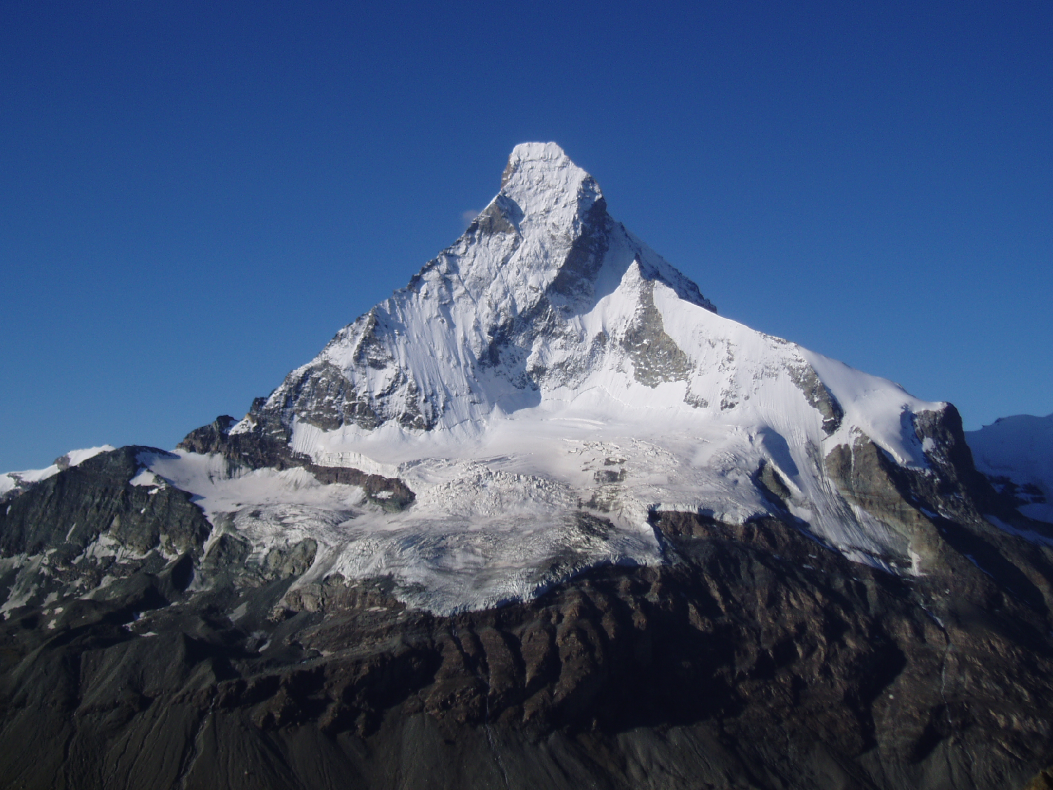
La face nord.
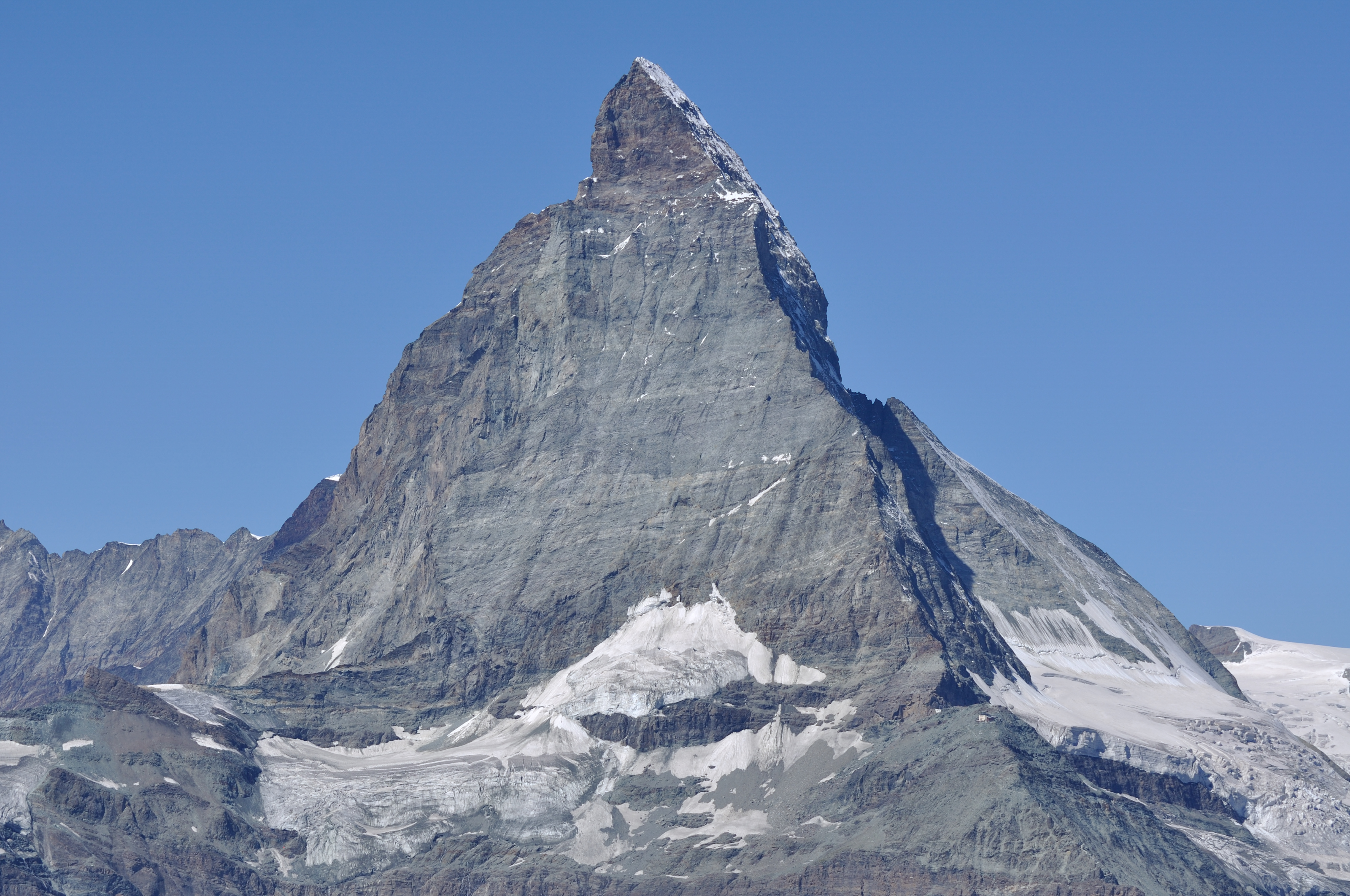
La face est.
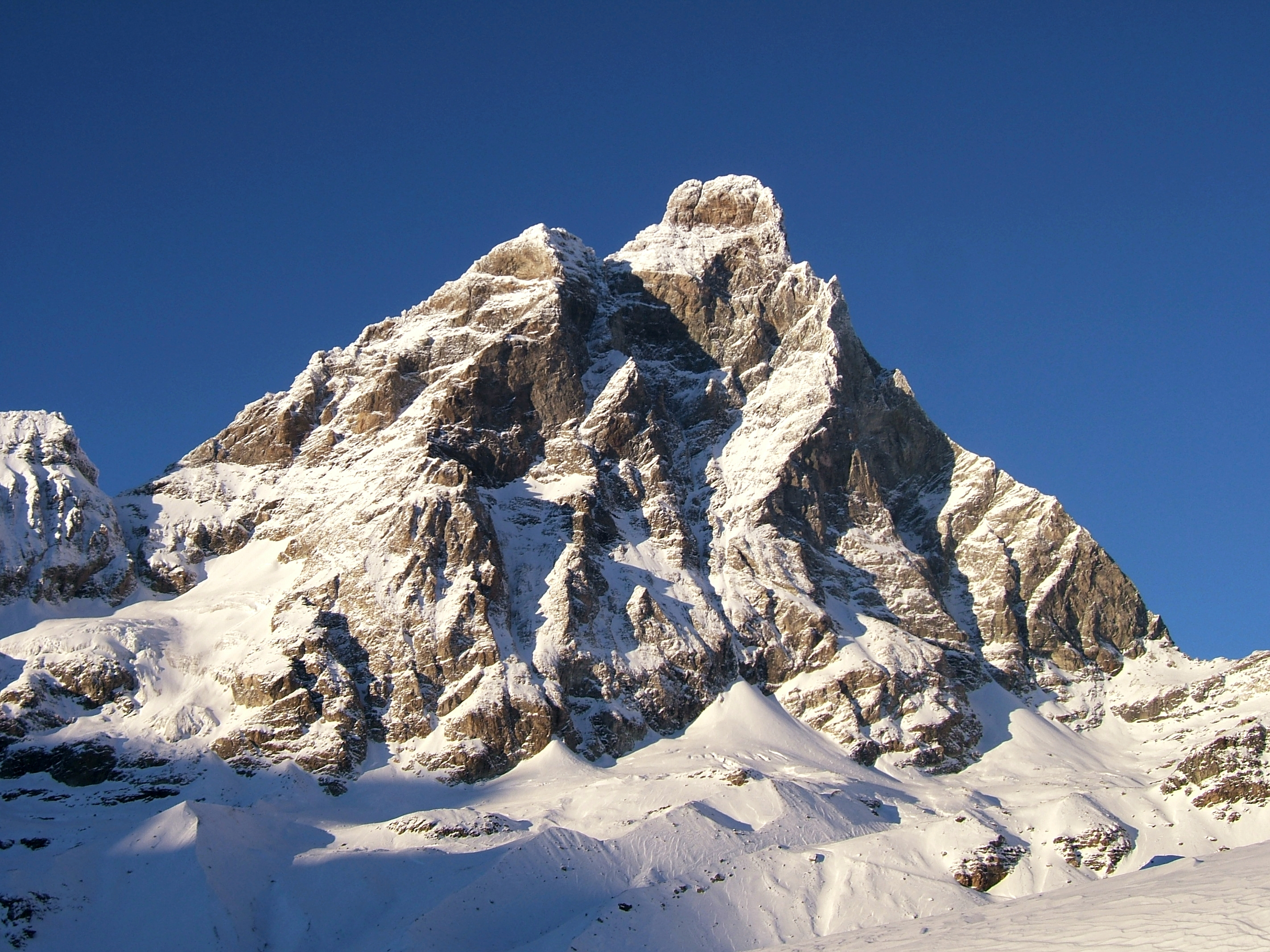
La face sud.
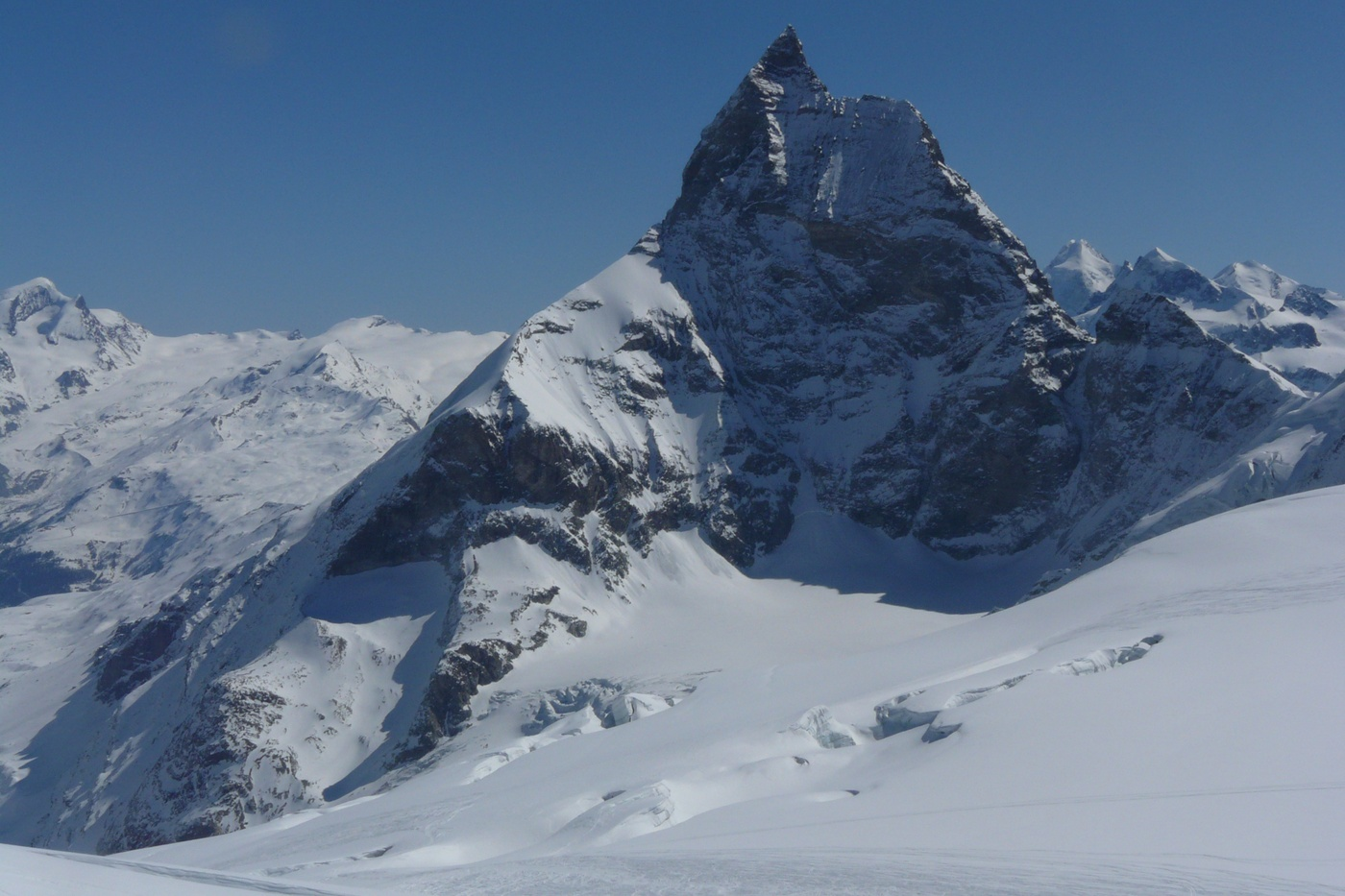
La face ouest.

#### Arêtes

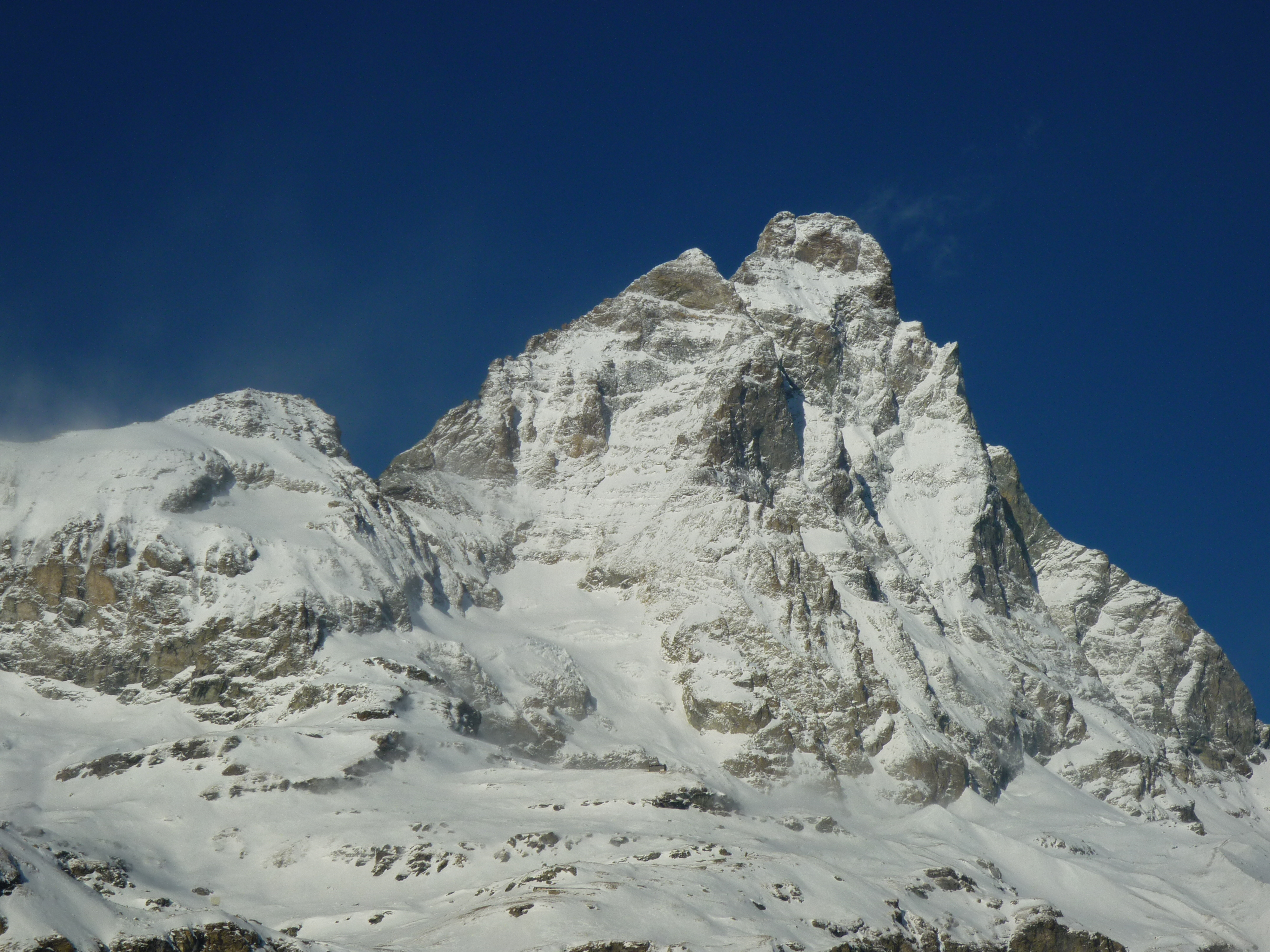
Le Cervin vu depuis le Breuil (haut Valtournenche) en hiver.

Du fait de sa forme pyramidale, le Cervin est doté de quatre arêtes principales, qu’empruntent la plupart des itinéraires d'ascension. L'arête la plus facile, celle que prend la voie normale, est l'arête du Hörnli (Hörnligrat en allemand) : elle se situe entre les faces est et nord, faisant face à la vallée de Zermatt. Plus à l'ouest se trouve l'arête de Zmutt (Zmuttgrat), entre les faces nord et ouest. Entre les faces ouest et sud se trouve l'arête du Lion (Liongrat), dite aussi arête italienne, qui passe par le pic Tyndall, sommet de la partie sud de la face ouest, au niveau duquel commence la partie supérieure de face. Enfin, la face sud est séparée de la face est par l'arête de Furggen (Furggengrat).

### Records
Entre le point de départ, fixé sur la place de la chapelle Notre-Dame de la Vallée d'Aoste au Breuil (2 025 m), et l'arrivée à la croix près du sommet italien (4 476 m), 110 cm plus bas que le sommet suisse, on a enregistré successivement les records suivants :
- En 1946 par les guides valtournains Jean Pellissier et Camille Hérin en 8 h 40 ;
- Le 10 août 1990 par Valerio Bertoglio en 4 h 16 min 26 s (2 h 49 en ascension et 1 h 27 en descente) ;
- Le 17 août 1995 par le skyrunner valdôtain Bruno Brunod en 3 h 14 min 44 s (2 h 12 min 29 s en ascension et 1 h 2 min 15 s en descente) ;
- Le 21 août 2013 par Kílian Jornet en 2 h 52 min 2 s (1 h 56 min 15 s en ascension et 55 min 47 s en descente)[54].

Le 13 janvier 2009, le Suisse Ueli Steck pulvérise le record d'ascension de la face nord en 1 h 56.
Le guide Ulrich Inderbinen a gravi le Cervin 371 fois et pour la dernière fois à 90 ans.
Le 22 avril 2015, le guide de montagne suisse Dani Arnold bat le record de vitesse d'ascension du Cervin en 1 h 46 par la voie Schmidt, sur la face nord.
Le 27 août 2018, le guide de montagne suisse Andreas Steindl bat le record aller-retour église de Zermatt-sommet par l'arête du Hörnli en 3 h 59.

## Décès et accidents
Entre la première ascension en juillet 1865 à l'été 2024, près de 600 personnes sont décédées au Cervin. En moyenne, quatre alpinistes y décèdent chaque année. Le Cervin est la montagne de Suisse qui enregistre le nombre le plus élevé de décès d'alpinistes,.
Zermatt dispose d'une équipe de sauvetage de dix personnes et de deux hélicoptères d'Air Zermatt. Cependant, en fonction des conditions météorologiques, il arrive que l'équipe de sauvetage ne puisse pas utiliser la voie aérienne et soit obligée de se rendre sur place à pied. Les conditions météorologiques peuvent changer très rapidement sur le Cervin et de simples précipitations représentent déjà un danger mortel. Plusieurs alpinistes y sont par ailleurs morts foudroyés.
La plupart des accidents et des décès ont lieu lors de la descente. Par la voie de l'arête Hornli, les guides mènent leurs clients qui sont des alpinistes confirmés en quatre à cinq heures au sommet et, de là, à nouveau quatre à cinq heures pour redescendre. Lorsque les clients sont peu entraînés, il arrive que cela prenne jusqu'à huit à dix heures pour seulement arriver au refuge Solvay, situé aux deux tiers du parcours vers le sommet. La fatigue est un facteur de risque considérable, car elle réduit la concentration alors que gravir le Cervin demande une concentration de chaque instant,.
Côté suisse comme italien, la majeure partie des décès concerne des alpinistes tentant des ascensions en solo et qui font des chutes mortelles lors de la descente. Entre 1981 et 2011, 223 alpinistes sont décédés du côté suisse, dont 207 en raison d'une chute. Bien que l'ascension par la voie normale suisse soit considérée comme plus facile que par la voie côté italien, la majeure partie des décès au Cervin ont lieu côté suisse.
En Suisse, la montagne est légalement ouverte à tout le monde. De ce fait, et malgré les dangers que cela représente, il n'y a aucune obligation légale permettant de contraindre les alpinistes à ne tenter l'ascension qu'accompagnés d'un guide de montagne. Les spécialistes de la montagne déplorent par ailleurs que de nombreux alpinistes sous-estiment fortement le degré de préparation physique et mentale ainsi que le niveau d'expérience requis pour gravir le Cervin,,,.

## Culture

### Œuvres culturelles

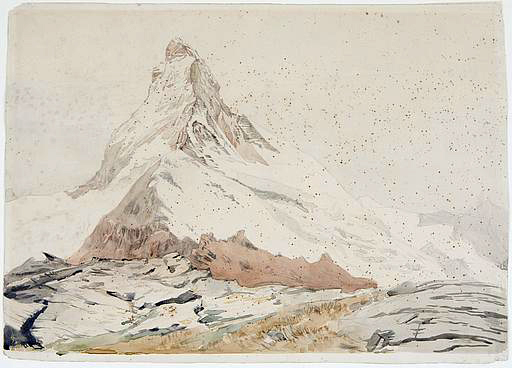
Le Matterhorn, ou mont Cervin, peint par John Ruskin.

- The Spirit of the Matterhorn, publié par John Douglas 9e marquis de Queensberry, en 1881.
- Le Mont Cervin, Guido Rey, Éditions Spes, Lausanne, 1906.
- Le Drame du mont Cervin (Der Kampf ums Matterhorn) est un film de 1928 réalisé par Mario Bonnard et Nunzio Malasomma avec Luis Trenker.
- Matterhorn est un livre écrit par Joseph Peyré en 1939.
- Cervin absolu, Benoît Aymon, Genève, Slatkine, 2015.
- Le poète et peintre John Ruskin, qui représenta ce mont sur toile, le décrivait comme « the most noble cliff in Europe », ce qui est généralement traduit par les francophones par « le plus noble rocher d'Europe »[63],[64].
- Le mont Cervin est au centre d'un arc narratif du manga de Tadashi Agi et Shu Okimoto intitulé Les Gouttes de Dieu, plus précisément dans les tomes 16 et 17, lors de la recherche du cinquième apôtre.
- Le Cervin est représenté sur la pochette de l'album Construction Time Again du groupe de musique anglais Depeche Mode. La photo est de Brian Griffith. Elle représente un ouvrier sur une montagne essayant de frapper le pic du Cervin à coup de masse.
- La montagne figurant sur la couverture du livre Le Souffle des dieux de Bernard Werber est une vue d'artiste du Cervin sans neige[réf. souhaitée].
- En 1984, Walt Disney fait paraître dans le numéro 2 de Abenteuer aus Onkel Dagoberts Schatzruhe une histoire de Picsou appelée Weisses Gold vom Matterhorn, L’or blanc du Matterhorn en français. Dans cette histoire, Picsou, souffrant d’une maladie fréquente chez les milliardaires part en Suisse se reposer sur conseil de son médecin[65].
- La croix du Cervin a donné lieu en 1922 à un film, désormais perdu, mais dont certains rushes ont été retrouvés à la Cinémathèque suisse. Réalisé par Jacques Béranger et tourné par Émile Gos, il raconte la vendetta de deux braconniers[66].

### Culture populaire

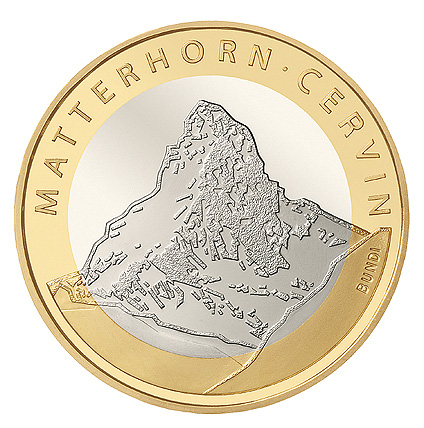
Pièce de monnaie commémorative suisse de 2004.

#### Logos
- Le Cervin est le logo de la marque de chocolat Toblerone de 1970 à 1987, puis de 2000[68] à 2023[69].
- Le Cervin figure souvent dans le logo de la marque Ricola.
- Le Cervin figure sur la boite de muesli Alpen (Weetabix).
- Le Cervin est aussi le logo de la station de sports d'hiver suisse de Zermatt.
- Le Cervin est le logo de la marque de montres suisses Matterhorn-1865.

#### Attractions
- Walt Disney s'inspira de cette montagne, réduite au 100e, pour héberger l'attraction Matterhorn Bobsleds depuis 1959 dans Fantasyland à Disneyland[70].
- Le parc d'attractions Europa-Park, situé en Allemagne, s'est aussi inspiré de cette montagne pour nommer un parcours de montagnes russes en 1999, le Matterhorn-Blitz[réf. nécessaire].

#### Divers
- Le Cervin fait partie des montagnes qui apparaissent sur la photo officielle de 2024 du Conseil fédéral[71].